# 令和元年東日本台風
令和元年東日本台風（れいわがんねんひがしにほんたいふう、令和元年台風第19号、アジア名：ハギビス/Hagibis、命名:フィリピン、意味:すばやい）は、2019年（令和元年）10月6日3時にマリアナ諸島の東海上で発生し、12日に日本に上陸した台風である。静岡県、関東、甲信、新潟県、東北地方などで記録的な大雨となり、甚大な被害をもたらした。またこの台風は、昭和54年台風第20号以来、40年ぶりに死者100人を超える台風となった。
日本政府はこの台風の被害に対し、激甚災害、特定非常災害（台風としては初）、大規模災害復興法の非常災害（2例目） の適用を行った。また、災害救助法適用自治体は14都県の390市区町村であり、東日本大震災（東北地方太平洋沖地震）を超えて過去最大の適用となった。被災者向け避難所が最後に閉鎖されたのは発生翌年の2020年3月23日、福島県伊達市においてである。

## 台風の動き
| 令和元年東日本台風の進路図 |  | 令和元年東日本台風の進路図 |
| 令和元年東日本台風の進路図 |  |                            |

10月1日頃にマーシャル諸島近海で形成が始まった低圧部が、5日3時に熱帯低気圧に発達した。合同台風警報センター（JTWC）は同日11時30分（UTC 2時30分）に熱帯低気圧形成警報（TCFA）を発し、18時（UTC 9時）に熱帯低気圧番号20Wを付番した。20Wは翌6日3時に南鳥島近海の北緯15度5分、東経158度10分で台風となり、アジア名ハギビス（Hagibis）と命名された。
台風は平年よりも高い海水温の領域を通過しながら急速に発達し、7日18時には、同時刻までの24時間での気圧低下77hPaを記録。発生からわずか39時間で中心気圧915hPaとなり、猛烈な勢力に発達した。勢力を維持したまま小笠原諸島に接近し、10日21時に非常に強い勢力へ、12日18時に強い勢力になる。同日19時前に大型で強い勢力で静岡県伊豆半島に上陸した。上陸直前の中心気圧は955hPa、最大風速は40m/s で、その後は関東地方と福島県を縦断し、13日12時に三陸沖東部の北緯41度、東経147度で温帯低気圧に変わった。なお、この台風から変わった温帯低気圧は10月14日前後にベーリング海付近で急速に発達し、中心気圧は952hPaに達した。その後も衰弱しながらベーリング海を進み続けたが、23日15時に東経域からやってきた別の低気圧に吸収され、消滅した。
また、台風19号が猛烈な勢力を維持した期間は7日21時から10日21時までの72時間となり、第1位の昭和53年台風第26号の96時間、第2位の平成30年台風第22号の90時間、第3位の平成16年台風第16号の78時間に次いで、第4位を記録した。
台風19号の特徴としては、発生後まもなく猛烈な勢力に発達し、その後北上しても大きくは勢力が弱まらず、本州に接近するまで非常に強い勢力を保ったままであったことが挙げられる。その要因として、発生後初期には海面水温30℃以上（平年比+1℃以上）の海域を進み、日本のすぐ南の海面水温も27℃以上と平年より1℃から2℃高く、エネルギー源となる水蒸気を多く取り込んだこと、また乾燥した空気などの台風の勢力を弱める要因も小さかったことが挙げられる。
例年は10月になると台風は偏西風の影響で日本の南で東に進路を変え遠ざかる場合が多い。一方、台風19号が発生した時期には平年より偏西風が北に偏り、太平洋高気圧も広く張り出していたため、台風はゆっくりとその縁をまわるように北上し、東日本に上陸する経路となった。
| 順位 | 台風                                    | 国際名   | 年     | 猛烈な勢力であった期間 |
| ---- | --------------------------------------- | -------- | ------ | ---------------------- |
| 1    | 昭和53年台風第26号                      | Rita     | 1978年 | 96時間                 |
| 2    | 平成30年台風第22号                      | Mangkhut | 2018年 | 90時間                 |
| 3    | 平成16年台風第16号                      | Chaba    | 2004年 | 78時間                 |
| 4    | 令和元年東日本台風 (令和元年台風第19号) | Hagibis  | 2019年 | 72時間                 |
| 4    | 昭和59年台風第22号                      | Vanessa  | 1984年 | 72時間                 |
| 4    | 昭和56年台風第22号                      | Elsie    | 1981年 | 72時間                 |
| 4    | 昭和54年台風第20号                      | Tip      | 1979年 | 72時間                 |
| 8    | 平成9年台風第24号                       | Joan     | 1997年 | 66時間                 |
| 9    | 平成24年台風第17号                      | Jelawat  | 2012年 | 60時間                 |
| 9    | 平成3年台風第28号                       | Yuri     | 1991年 | 60時間                 |
| 9    | 平成3年台風第23号                       | Ruth     | 1991年 | 60時間                 |

## 名称
この台風は当初、台風番号の基準に基づき令和元年台風第19号と呼ばれていたが、2018年（平成30年）に日本の気象庁が定めた「台風の名称を定める基準」において浸水家屋数が条件に相当する見込みとなったため、1977年（昭和52年）9月の沖永良部台風以来、42年1か月ぶりに命名される見通しとなり、2020年（令和2年）2月19日、気象庁はこの台風について「令和元年東日本台風」と命名した（同年発生した令和元年房総半島台風〈台風15号〉と同時に命名）。気象庁が命名した台風の誕生は平成以降および21世紀では初の事例となった。
| 気象庁命名           | 名称               | 国際名  | 年     |
| -------------------- | ------------------ | ------- | ------ |
| 洞爺丸台風           | 昭和29年台風第15号 | Marie   | 1954年 |
| 狩野川台風           | 昭和33年台風第22号 | Ida     | 1958年 |
| 宮古島台風           | 昭和34年台風第14号 | Sarah   | 1959年 |
| 伊勢湾台風           | 昭和34年台風第15号 | Vera    | 1959年 |
| 第2室戸台風          | 昭和36年台風第18号 | Nancy   | 1961年 |
| 第2宮古島台風        | 昭和41年台風第18号 | Cora    | 1966年 |
| 第3宮古島台風        | 昭和43年台風第16号 | Della   | 1968年 |
| 沖永良部台風         | 昭和52年台風第9号  | Babe    | 1977年 |
| 令和元年房総半島台風 | 令和元年台風第15号 | Faxai   | 2019年 |
| 令和元年東日本台風   | 令和元年台風第19号 | Hagibis | 2019年 |

## 狩野川台風との類似性

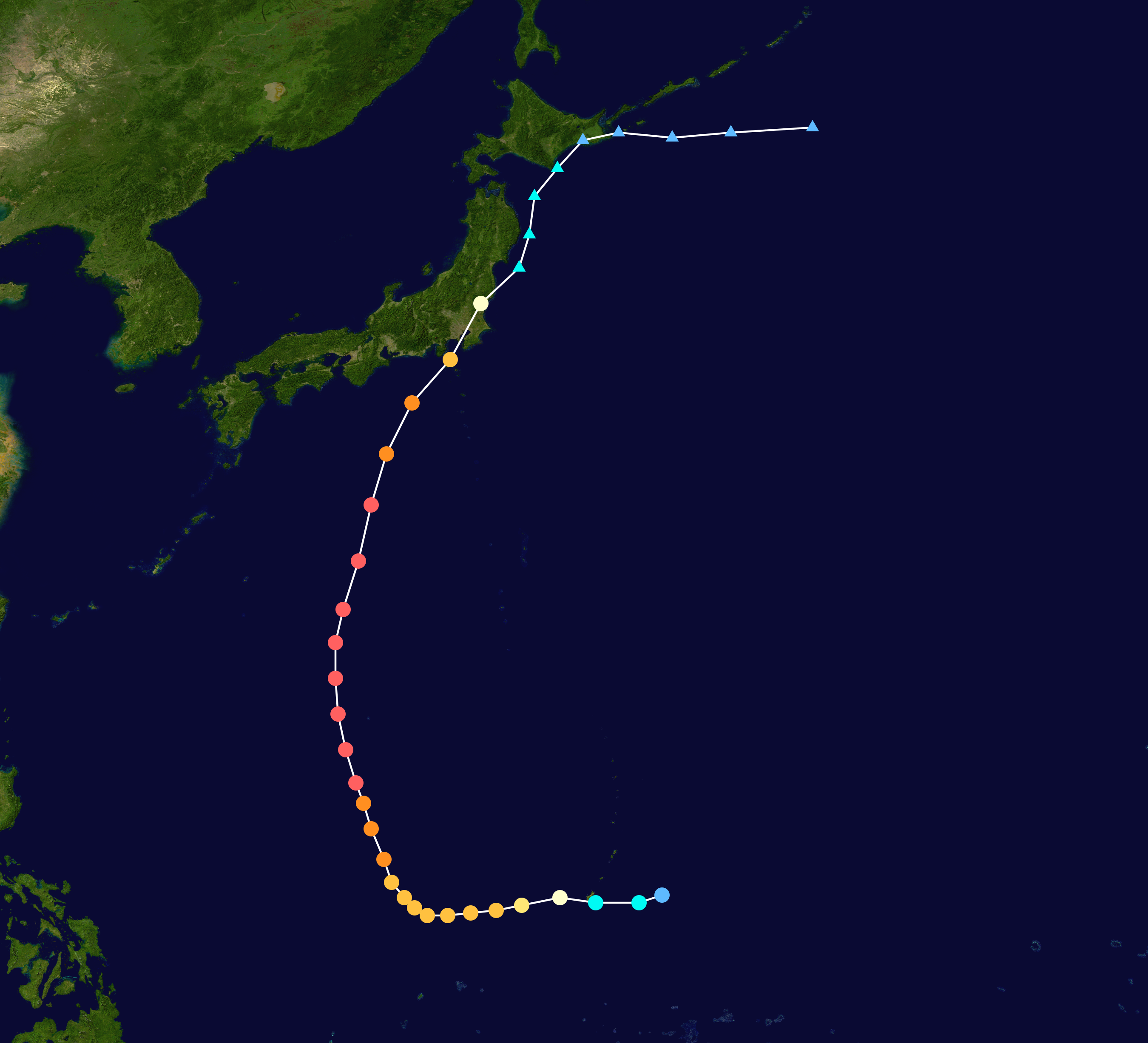
狩野川台風の進路図

この台風が日本に接近しつつあった10月11日、気象庁は記者会見を開き、「台風19号は非常に強い勢力を保ったまま、12日に東海地方または関東地方に上陸する見込みで、静岡県伊豆地方を中心に甚大な被害をもたらし1,200人以上の死者・行方不明者を出した、1958年の狩野川台風に匹敵する記録的な大雨となる恐れもある。」と発表し、警戒を呼びかけた。会見した梶原靖司予報課長は、この狩野川台風を例示した理由について、「台風19号で予想される現象あるいは災害の程度が著しいということから例に挙げた」と説明し、「狩野川台風が取った進路や勢力あるいは北上の速度なども、台風19号と類似している点がある。あるいは台風の大きさなども含めて。」とし、「そういった類似性も高いため、説明に用いる判断をしたところです。」と語ったという。
この台風も、狩野川台風と類似した進路を辿って12日に伊豆半島に上陸したが、61年前に狩野川台風により甚大な被害を受けた静岡県伊豆の国市では、「狩野川台風級」との警告により住民の迅速な避難につながって、犠牲者もゼロとなった。また、狩野川台風後に整備された狩野川放水路が開放されたことで放水路は効果を発揮し、狩野川は氾濫に至ることはなく、本流での河川堤防の決壊や氾濫被害が食い止められた。まさに、過去の記憶や教訓、あるいはそれにより進められた対策などが、流域の被害軽減につながった成功事例と言える。ただし本流の氾濫被害を食い止めた一方で、沼津市や函南町などでは、狩野川の水位が上昇して支流から排水しきれずにあふれる支流域で内水被害が発生し、流域自治体からは第2放水路の整備を求める意見も出るなど、治水対策に新たな課題が突きつけられた。国土交通省沼津河川国道事務所のまとめによると、この台風の総降水量は伊豆市の湯ケ島雨量観測所で（狩野川台風を上回る）778mmを記録。長時間にわたり激しい雨が降り、清水町や長泉町の観測所では氾濫危険水位を一時越えた。台風接近に伴う水位上昇を見込み、同事務所は12日午前5時40分から放水路を開放して、翌13日午前11時頃まで分流した結果、放水路が無い場合の想定に比べ、実際の水位は1.85m下回ったと推計する。放水路が無かった場合には、越水や決壊が発生し、沼津市や伊豆の国市などで1万6千戸の家屋、鉄道や道路が浸水すると同事務所は想定する。

## 気象状況

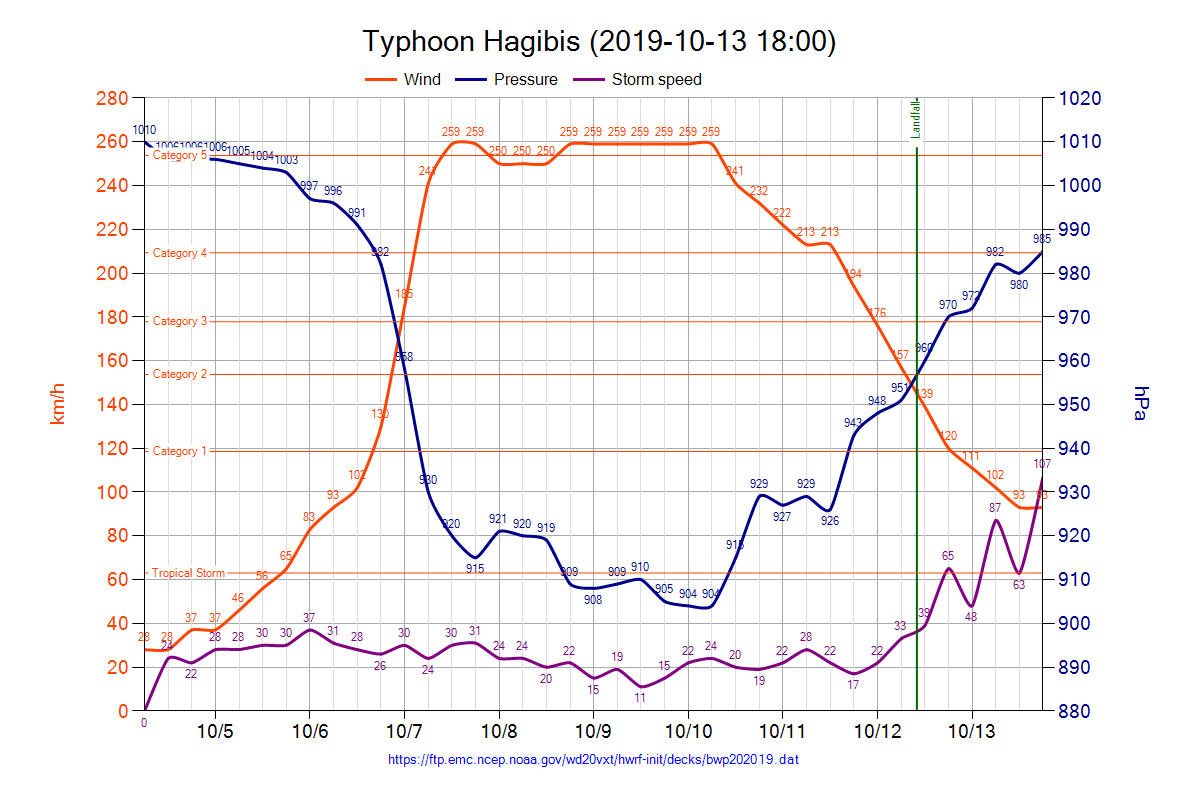
風速・気圧・速度の推移

台風の接近と秋雨前線の停滞により、関東甲信地方、静岡県、新潟県、東北地方では、各地で3時間、6時間、12時間、24時間の降水量が観測史上1位を更新するなど、記録的な大雨となった。これらの地域では台風が上陸する前から活発な雨雲が断続的に生じ、広範囲で強い雨が降り続けた。特に神奈川県箱根町では、降り始めからの降水量が1,000ミリを超え、10月12日の日降水量も全国歴代1位となる922.5ミリを観測した。また、10月12日の北日本と東日本のアメダスで観測された総降水量は73,075ミリ（1地点あたり119.2ミリ）で、比較可能な613 地点で1982年以降の1日の降水量として最多となった。
気象庁は12日15時30分に大雨特別警報を静岡県、神奈川県、東京都、埼玉県、群馬県、山梨県、長野県の7都県に発表し、19時50分に茨城県、栃木県、新潟県、福島県、宮城県に、13日0時40分に岩手県にも発表した。半日で13都県での発表は、3日で11府県に発表された平成30年7月豪雨を超え、特別警報の運用を開始して以来最多の発表数となった。
10月12日午後に気象庁は会見で、台風19号の特徴について「台風の中心の北側に非常に発達した広い雨雲があり、記録的大雨となった」と説明した。台風の接近・上陸にともない、東や南東からの暖かく湿った風が関東の秩父、丹沢や静岡の伊豆半島、東北南部などの山々にぶつかることで上昇気流が生じ、広い範囲で雨雲が次々と発生したという。気象庁は10月24日に発表した解析結果で、記録的大雨となった要因として下記のように説明している。
1. 台風が大型で非常に強い勢力だったために、台風本体の雨雲がかかるより前から大量の水蒸気が流れ込み続け、地形の効果により雨雲を発達させた。
2. 台風接近前に寒気が南下し、関東甲信から福島県付近に発生した局地的な前線が、台風による南からの空気の流れにより強化され、平野部も含めて大雨となった。
3. その後、台風本体の雨雲が加わった。

また各地で高潮となり、静岡県の御前崎（御前崎市）や石廊崎（賀茂郡南伊豆町）、神奈川県の小田原市などでは、観測史上最高潮位を記録した。
以下の10月10日0時～13日24時までのアメダス計測値は、国土交通省が発表した資料より引用する。
| 1時間降水量 1. 95.0 mm： 普代（岩手県、13日1時54分まで） 2. 93.5 mm： 小本（岩手県、13日1時55分まで） 3. 85.0 mm： 箱根（神奈川県、12日19時21分まで） 4. 84.5 mm： 宮古（岩手県、13日1時21分まで） 5. 81.5 mm： 丹沢湖（神奈川県、12日19時52分まで） 6. 80.5 mm： 筆甫（宮城県、12日20時30分まで） 7. 77.5 mm： 山田（岩手県、13日0時59分まで） 8. 75.0 mm： 梅ケ島（静岡県、12日17時55分まで） 9. 71.0 mm： 久慈（岩手県、13日1時43分まで） 10. 70.5 mm： 今市（栃木県、12日18時39分まで） （70mm以上） | 24時間降水量 1. 942.5 mm： 箱根（神奈川県、12日21時00分まで） 2. 717.5 mm： 湯ケ島（静岡県、12日18時50分まで） 3. 647.5 mm： 浦山（埼玉県、12日22時00分まで） 4. 627.0 mm： 小沢（東京都、12日21時20分まで） 5. 613.5 mm： 梅ケ島（静岡県、12日20時00分まで） 6. 604.5 mm： 相模湖（神奈川県、12日21時20分まで） 7. 588.0 mm： 筆甫（宮城県、13日3時50分まで） 8. 587.0 mm： ときがわ（埼玉県、12日22時10分まで） 9. 580.0 mm： 小河内（東京都、12日21時20分まで） 10. 561.5 mm： 三峰（埼玉県、12日21時40分まで） （550mm以上） | 最大瞬間風速 1. 44.8 m/s： 神津島（東京都、12日15時15分） 2. 43.8 m/s： 江戸川臨海（東京都、12日21時17分） 3. 43.8 m/s： 横浜（神奈川県、12日20時32分） 4. 42.7 m/s： 羽田（東京都、12日21時04分） 5. 42.2 m/s： 三宅坪田（東京都、12日17時16分） 6. 41.5 m/s： 東京（東京都、12日21時14分） 7. 40.3 m/s： 千葉（千葉県、12日21時20分） （40m/s以上） |

## 被害・影響

### 人的被害

台風の影響で臨時休業した東京都江東区のコンビニエンスストア（窓ガラスをガムテープで補強している）

この台風の影響で、洪水や土砂に襲われ亡くなった者が続出した。死亡した際の状況が判明した64人を毎日新聞が分析したところによると、住宅内で水や土砂に襲われ死亡したのは27人で4割超を占め、少なくとも3割近い17人が車での移動中に死亡したとされている。
もっとも人的被害が大きかったのは福島県で、死者は30名となった。被害が最大となった理由は、阿武隈川流域での多くの河川の氾濫で郡山市、須賀川市、本宮市、伊達市、白河市などで幅広く決壊したためで、2階まで浸水した家屋も多くあった。1986年（昭和61年）に「8.5水害」が発生し、その際にも大きな被害があり、1998年（平成10年）から約3年間で800億円以上の予算が組まれ改修されたが、川内村では、雨が降り出した11日午後から13日昼の間のおよそ2日弱、その間に3か月分ほどの雨が降ったことなどがあり、想定を上回る被害となった。
| 台風の接近により品薄となった店舗の食品棚 |  | 台風の接近により品薄となった店舗の食品棚 |
| 台風の接近により品薄となった店舗の食品棚 |  |                                          |

次いで人的被害が大きかったのは宮城県で19名、特に丸森町での死者数は11名に上った。阿武隈川の支流での破堤や支流の上流での土砂崩れがその要因として挙げられている。
台風通過前には、千葉県市原市で10月12日午前8時ごろに竜巻のような激しい突風が吹いたとみられ、横転した軽トラックの中から男性1名が意識不明で発見され、その後、病院で死亡が確認された。また同市を管轄する市原市消防局市津消防署の消防車両3台が、竜巻のような突風の影響でフロントガラスが割れ、出場不能になるなどの被害を受けた。静岡県御殿場市では2人が川に流され、1人は救助されたが1人は死亡が確認された。
| 台風通過後の浅川（東京都八王子市） |  | 台風通過後の浅川（東京都八王子市） |
| 台風通過後の浅川（東京都八王子市） |  |                                    |

12日には群馬県富岡市の内匠で住宅の裏山が崩れ、2棟が全壊した。これにより男性1名が死亡、住民2人と一時連絡が取れなくなっていたが、13日に死亡が確認された。同日午後7時ごろに長野県東御市で千曲川にかかる田中橋の近くの道路が陥没し、車3台が転落。乗っていた人のうち3人は救助されたが残りの1名は死亡が確認された。
また同日23時ごろ、神奈川県川崎市沖合3キロほどの東京湾上で、パナマ船籍の貨物船「JIA DE ジア・デ」（1,925トン）の乗組員が漂流しているのが見つかった。中国人7人、ミャンマー人3人、ベトナム人2人の合計12人の乗組員のうち4人が救助され、7人が死亡、1人が行方不明となっている。第三管区海上保安本部によると、貨物船は台風のため東扇島沖合に停泊していたが、台風接近時に沈没したものとみられている。その後の調査で12日の21時29分の送信を最後にAISの信号が途絶え、翌13日早朝、海中に沈んでいる所を発見された。この事故で重油が流出し、千葉県富津市のノリ養殖用ブイに重油が付着した。同じ川崎市では多摩川からのバックウォーター現象によって、右岸支流の平瀬川近くのマンション1階部分が浸水。これにより男性1名が死亡した。また沈没が確認された貨物船ジア・デ号は、2020年2月に引き上げ作業が行われ、船内から行方不明であったベトナム国籍の乗組員が発見された。
13日午前10時ごろには福島県いわき市で、浸漬した家屋からの救助のため、消防ヘリコプターにけが人の70代女性を収容しようとしたところ、誤って約40メートルの高さから地上に落下する事故が発生した。女性は同市内の医療機関に搬送されたが死亡が確認された。ヘリコプター側のワイヤと救助機材をつなぐ金具がかけられておらず、収容時に隊員が確認を怠ったとみられる。この事故を受けて東京消防庁は同日午後に記者会見を開き、「活動中の手順を誤った」として謝罪した。
14日午後には、日野市の多摩川河川敷で路上生活者とみられる70代ほどの男性の遺体が発見され、解剖により溺死と判明した。台風との関連が不明であったため災害関連死には含まれていなかったが、市が警察と協議した結果、関連死として判断された。なお、河川敷に住んでいたホームレスの被害状況の全容は不明。
2020年10月13日に発表された消防庁の報告書によると、この台風による死者・行方不明者は108人となり、平成16年台風第23号や平成23年台風第12号の98人を超え、平成以降の日本における台風被害で最悪の規模となった。
| 都府県名 | 死者 | 行方 不明者 | 負傷者 | 負傷者 | 負傷者   |
| 都府県名 | 死者 | 行方 不明者 | 重傷   | 軽症   | 程度不明 |
| -------- | ---- | ----------- | ------ | ------ | -------- |
| 青森県   |      |             |        | 1      |          |
| 岩手県   | 3    |             | 4      | 3      |          |
| 宮城県   | 20   | 2           | 8      | 35     |          |
| 山形県   |      |             | 2      | 1      |          |
| 福島県   | 36   |             | 1      | 56     |          |
| 茨城県   | 2    | 1           |        | 20     |          |
| 栃木県   | 4    |             | 4      | 19     |          |
| 群馬県   | 4    |             | 1      | 8      |          |
| 埼玉県   | 4    |             | 2      | 31     |          |
| 千葉県   | 1    |             | 3      | 23     |          |
| 東京都   | 3    |             |        | 10     |          |
| 神奈川県 | 9    |             | 3      | 35     |          |
| 新潟県   |      |             | 2      | 3      |          |
| 富山県   |      |             | 1      |        |          |
| 石川県   |      |             | 1      |        |          |
| 福井県   |      |             | 1      |        |          |
| 山梨県   |      |             |        | 1      |          |
| 長野県   | 15   |             | 6      | 39     |          |
| 静岡県   | 3    |             | 2      | 5      |          |
| 愛知県   |      |             |        | 1      |          |
| 三重県   |      |             |        | 3      |          |
| 滋賀県   |      |             |        | 3      |          |
| 京都府   |      |             | 1      | 3      |          |
| 大阪府   |      |             |        | 8      |          |
| 兵庫県   | 1    |             |        | 14     |          |
| 鳥取県   |      |             |        | 1      |          |
| 岡山県   |      |             |        | 1      |          |
| 広島県   |      |             |        | 2      |          |
| 山口県   |      |             | 1      |        |          |
| 徳島県   |      |             |        | 1      |          |
| 高知県   |      |             |        | 2      |          |
| 佐賀県   |      |             |        | 2      |          |
| 大分県   |      |             |        | 2      |          |
| 合計     | 105  | 3           | 43     | 332    | 0        |

### 建造物被害
2020年10月13日18時時点で全国で100,621棟の住家に被害が確認されている。
- 住家の全壊3,229棟、半壊28,107棟、一部破損40,212棟、床上浸水7,524棟、床下浸水21,549棟
- 公共建物の被害272棟、その他の非住家被害16,095棟

東京ヤクルトスワローズの二軍本拠地であるヤクルト戸田球場が水没、施設そのものが使用できなくなった。これがきっかけとなり二軍本拠地を茨城県守谷市に移転する計画が策定され、2027年の稼働を目指すこととなった。
川崎市市民ミュージアムは地下が水没し、所蔵品が水浸しになる被害を受けた。

### 河川・湖沼の水害
阿武隈川や千曲川の堤防が決壊するなど河川の氾濫・決壊が相次ぎ、国土交通省によると、この台風により浸水面積は国管理河川だけでも約2万5,000ヘクタールに達した。この被害は西日本豪雨（平成30年7月豪雨）の約1万8,500ヘクタールを上回った。

#### 決壊
2020年（令和2年）4月10日9時現在において以下の河川の決壊が確認された。
| 決壊（国管理河川） | 決壊（国管理河川） | 決壊（国管理河川） | 決壊（国管理河川）                 |
| 整備局等           | 水系名             | 河川名             | 市町村                             |
| ------------------ | ------------------ | ------------------ | ---------------------------------- |
| 東北               | 鳴瀬川             | 吉田川             | 宮城県 大郷町                      |
| 東北               | 阿武隈川           | 阿武隈川           | 福島県 須賀川市                    |
| 関東               | 久慈川             | 久慈川             | 茨城県 常陸大宮市（3か所）         |
| 関東               | 那珂川             | 那珂川             | 茨城県 常陸大宮市（2か所）・那珂市 |
| 関東               | 荒川               | 越辺川             | 埼玉県 川越市・東松山市            |
| 関東               | 荒川               | 都幾川             | 埼玉県 東松山市（3か所）           |
| 北陸               | 信濃川             | 千曲川             | 長野県 長野市                      |

| 決壊（県管理河川） | 決壊（県管理河川） | 決壊（県管理河川） | 決壊（県管理河川）                                        |
| 県                 | 水系名             | 河川名             | 市町村                                                    |
| ------------------ | ------------------ | ------------------ | --------------------------------------------------------- |
| 宮城県             | 阿武隈川           | 内川               | 丸森町（10か所）                                          |
| 宮城県             | 阿武隈川           | 五福谷川           | 丸森町（4か所）                                           |
| 宮城県             | 阿武隈川           | 齋川               | 白石市                                                    |
| 宮城県             | 阿武隈川           | 新川               | 丸森町（4か所）                                           |
| 宮城県             | 阿武隈川           | 高倉川             | 角田市                                                    |
| 宮城県             | 阿武隈川           | 半田川             | 角田市                                                    |
| 宮城県             | 北上川             | 荒川               | 栗原市                                                    |
| 宮城県             | 北上川             | 石貝川             | 登米市                                                    |
| 宮城県             | 北上川             | 熊谷川             | 栗原市                                                    |
| 宮城県             | 北上川             | 瀬峰川             | 栗原市                                                    |
| 宮城県             | 北上川             | 照越川             | 栗原市（2か所）                                           |
| 宮城県             | 北上川             | 富士川             | 石巻市                                                    |
| 宮城県             | 北上川             | 水沼川             | 石巻市                                                    |
| 宮城県             | 砂押川             | 砂押川             | 利府町                                                    |
| 宮城県             | 鳴瀬川             | 小西川             | 大和町                                                    |
| 宮城県             | 鳴瀬川             | 渋井川             | 大崎市                                                    |
| 宮城県             | 鳴瀬川             | 名蓋川             | 大崎市（2か所）・加美町                                   |
| 宮城県             | 鳴瀬川             | 身洗川             | 大和町                                                    |
| 福島県             | 阿賀野川           | 藤川               | 会津美里町                                                |
| 福島県             | 阿武隈川           | 安達太良川         | 本宮市                                                    |
| 福島県             | 阿武隈川           | 阿武隈川           | 鏡石町（2か所）・玉川村・矢吹町（3か所）                  |
| 福島県             | 阿武隈川           | 佐久間川           | 桑折町（2か所）                                           |
| 福島県             | 阿武隈川           | 鈴川               | 鏡石町（2か所）                                           |
| 福島県             | 阿武隈川           | 滝川               | 伊達市                                                    |
| 福島県             | 阿武隈川           | 濁川               | 福島市                                                    |
| 福島県             | 阿武隈川           | 広瀬川             | 伊達市                                                    |
| 福島県             | 阿武隈川           | 藤田川             | 郡山市                                                    |
| 福島県             | 阿武隈川           | 藤野川             | 白河市                                                    |
| 福島県             | 阿武隈川           | 社川               | 浅川町（3か所）・石川町・白河市（5か所）・棚倉町（3か所） |
| 福島県             | 阿武隈川           | 谷田川             | 郡山市（2か所）                                           |
| 福島県             | 宇多川             | 宇多川             | 相馬市（3か所）                                           |
| 福島県             | 太田川             | 太田川             | 南相馬市                                                  |
| 福島県             | 小高川             | 小高川             | 南相馬市（2か所）                                         |
| 福島県             | 小高川             | 川房川             | 南相馬市                                                  |
| 福島県             | 小泉川             | 小泉川             | 相馬市                                                    |
| 福島県             | 鮫川               | 鮫川               | いわき市                                                  |
| 福島県             | 夏井川             | 夏井川             | いわき市（5か所）                                         |
| 福島県             | 夏井川             | 好間川             | いわき市                                                  |
| 福島県             | 新田川             | 水無川             | 南相馬市                                                  |
| 福島県             | 真野川             | 上真野川           | 南相馬市                                                  |
| 福島県             | 三滝川             | 三滝川             | 新地町                                                    |
| 茨城県             | 久慈川             | 浅川               | 常陸太田市                                                |
| 茨城県             | 久慈川             | 久慈川             | 常陸大宮市                                                |
| 茨城県             | 久慈川             | 里川               | 常陸太田市（2か所）                                       |
| 茨城県             | 那珂川             | 藤井川             | 水戸市（2か所）                                           |
| 栃木県             | 利根川             | 秋山川             | 佐野市（2か所）                                           |
| 栃木県             | 利根川             | 荒井川             | 鹿沼市                                                    |
| 栃木県             | 利根川             | 出流川             | 足利市                                                    |
| 栃木県             | 利根川             | 思川               | 鹿沼市（3か所）                                           |
| 栃木県             | 利根川             | 黒川               | 壬生町（3か所）                                           |
| 栃木県             | 利根川             | 新川               | 下野市                                                    |
| 栃木県             | 利根川             | 永野川             | 栃木市（6か所）                                           |
| 栃木県             | 利根川             | 三杉川             | 栃木市                                                    |
| 栃木県             | 那珂川             | 荒川               | 那須烏山市（3か所）                                       |
| 栃木県             | 那珂川             | 内川               | さくら市                                                  |
| 栃木県             | 那珂川             | 蛇尾川             | 大田原市                                                  |
| 栃木県             | 那珂川             | 中川               | 矢板市（3か所）                                           |
| 栃木県             | 那珂川             | 百村川             | 大田原市                                                  |
| 埼玉県             | 荒川               | 新江川             | 東松山市                                                  |
| 埼玉県             | 荒川               | 都幾川             | 東松山市                                                  |
| 新潟県             | 信濃川             | 魚野川             | 南魚沼市                                                  |
| 新潟県             | 関川               | 矢代川             | 上越市                                                    |
| 長野県             | 信濃川             | 麻績川             | 麻績村（2か所）                                           |
| 長野県             | 信濃川             | 皿川               | 飯山市                                                    |
| 長野県             | 信濃川             | 三念沢             | 長野市                                                    |
| 長野県             | 信濃川             | 志賀川             | 佐久市                                                    |
| 長野県             | 信濃川             | 滑津川             | 佐久市                                                    |

#### 溢水・越水氾濫
2020年（令和2年）4月10日9時現在において以下の河川の溢水・越水氾濫が確認された。
| 溢水・越水（国管理河川） | 溢水・越水（国管理河川） | 溢水・越水（国管理河川） | 溢水・越水（国管理河川）                                                                           |
| 整備局等                 | 水系名                   | 河川名                   | 市町村                                                                                             |
| ------------------------ | ------------------------ | ------------------------ | -------------------------------------------------------------------------------------------------- |
| 東北                     | 鳴瀬川                   | 善川                     | 宮城県大衡村・大和町                                                                               |
| 東北                     | 鳴瀬川                   | 竹林川                   | 宮城県富谷市                                                                                       |
| 東北                     | 鳴瀬川                   | 吉田川                   | 宮城県大崎市・大郷町・大和町・松島町                                                               |
| 東北                     | 阿武隈川                 | 阿武隈川                 | 福島県郡山市・須賀川市・伊達市・二本松市・本宮市                                                   |
| 関東                     | 那珂川                   | 那珂川                   | 茨城県ひたちなか市・水戸市、栃木県那珂川町・那須烏山市・茂木町                                     |
| 関東                     | 那珂川                   | 涸沼川                   | 茨城県大洗町                                                                                       |
| 関東                     | 久慈川                   | 久慈川                   | 茨城県常陸太田市                                                                                   |
| 関東                     | 久慈川                   | 里川                     | 茨城県常陸太田市                                                                                   |
| 関東                     | 利根川                   | 鬼怒川                   | 茨城県筑西市                                                                                       |
| 関東                     | 利根川                   | 利根川                   | 茨城県坂東市（無堤防溢水）・神栖市（無堤防溢水）、千葉県野田市（無堤防溢水）・銚子市（無堤防溢水） |
| 関東                     | 荒川                     | 荒川                     | 埼玉県上尾市（無堤防溢水）・桶川市（無堤防溢水）                                                   |
| 関東                     | 多摩川                   | 多摩川                   | 東京都世田谷区（無堤防溢水）                                                                       |
| 北陸                     | 信濃川                   | 信濃川                   | 新潟県小千谷市                                                                                     |
| 北陸                     | 信濃川                   | 千曲川                   | 長野県飯山市・上田市・小布施町・須坂市・千曲市・中野市・長野市                                     |
| 中部                     | 狩野川                   | 狩野川                   | 静岡県清水町                                                                                       |
| 中部                     | 菊川                     | 牛淵川                   | 静岡県菊川市                                                                                       |

| 溢水・越水（都県管理河川） | 溢水・越水（都県管理河川） | 溢水・越水（都県管理河川） | 溢水・越水（都県管理河川） |
| 都県                       | 水系名                     | 河川名                     | 市町村                     |
| -------------------------- | -------------------------- | -------------------------- | -------------------------- |
| 青森県                     | 馬淵川                     | 馬淵川                     | 南部町                     |
| 岩手県                     | 宇部川                     | 宇部川                     | 久慈市・野田村             |
| 岩手県                     | 宇部川                     | 明内川                     | 野田村                     |
| 岩手県                     | 織笠川                     | 織笠川                     | 山田町                     |
| 岩手県                     | 織笠川                     | 馬指野川                   | 山田町                     |
| 岩手県                     | 久慈川                     | 小屋畑川                   | 久慈市                     |
| 岩手県                     | 久慈川                     | 鳥谷川                     | 久慈市                     |
| 宮城県                     | 阿武隈川                   | 雉子尾川                   | 丸森町                     |
| 宮城県                     | 阿武隈川                   | 新川                       | 村田町                     |
| 宮城県                     | 阿武隈川                   | 森川                       | 蔵王町                     |
| 宮城県                     | 大沢川                     | 大沢川                     | 女川町                     |
| 宮城県                     | 北上川                     | 内の原川                   | 石巻市                     |
| 宮城県                     | 北上川                     | 加茂川                     | 石巻市                     |
| 宮城県                     | 北上川                     | 善光寺川                   | 栗原市                     |
| 宮城県                     | 北上川                     | 高木川                     | 石巻市                     |
| 宮城県                     | 北上川                     | 西沢川                     | 石巻市                     |
| 宮城県                     | 北上川                     | 日向川                     | 石巻市                     |
| 宮城県                     | 北上川                     | 馬鞍川                     | 石巻市                     |
| 宮城県                     | 北上川                     | 南沢川                     | 登米市                     |
| 宮城県                     | 七北田川                   | 七北田川                   | 仙台市                     |
| 宮城県                     | 八幡川                     | 八幡川                     | 南三陸町                   |
| 山形県                     | 最上川                     | 市の沢川                   | 大江町                     |
| 山形県                     | 最上川                     | 犬川・黒川                 | 川西町                     |
| 山形県                     | 最上川                     | 野呂川                     | 山形市                     |
| 山形県                     | 最上川                     | 和田川                     | 高畠町                     |
| 福島県                     | 阿武隈川                   | 安達太田川                 | 二本松市                   |
| 福島県                     | 阿武隈川                   | 逢瀬川                     | 郡山市                     |
| 福島県                     | 阿武隈川                   | 大森川                     | 福島市                     |
| 福島県                     | 阿武隈川                   | 小国川                     | 伊達市                     |
| 福島県                     | 阿武隈川                   | 小浜川                     | 二本松市                   |
| 福島県                     | 阿武隈川                   | 北須川                     | 石川町                     |
| 福島県                     | 阿武隈川                   | 三百川                     | 川俣町                     |
| 福島県                     | 阿武隈川                   | 塩野川                     | 伊達市                     |
| 福島県                     | 阿武隈川                   | 東根川                     | 伊達市                     |
| 福島県                     | 井出川                     | 井出川                     | 楢葉町                     |
| 福島県                     | 請戸川                     | 高瀬川                     | 浪江町                     |
| 福島県                     | 大久川                     | 大久川                     | いわき市                   |
| 福島県                     | 小高川                     | 前川                       | 南相馬市                   |
| 福島県                     | 木戸川                     | 楢生川                     | 楢葉町                     |
| 福島県                     | 地蔵川                     | 椎木川                     | 相馬市                     |
| 福島県                     | 夏井川                     | 新川                       | いわき市                   |
| 福島県                     | 新田川                     | 北川                       | 南相馬市                   |
| 福島県                     | 新田川                     | 笹部川                     | 南相馬市                   |
| 福島県                     | 新田川                     | 新田川                     | 南相馬市                   |
| 福島県                     | 日下石川                   | 日下石川                   | 相馬市                     |
| 茨城県                     | 大北川                     | 大北川                     | 北茨城市                   |
| 茨城県                     | 久慈川                     | 押川                       | 大子町                     |
| 茨城県                     | 久慈川                     | 久慈川                     | 大子町・常陸大宮市         |
| 茨城県                     | 利根川                     | 飯沼川                     | 坂東市                     |
| 茨城県                     | 利根川                     | 糸繰川                     | 下妻市                     |
| 茨城県                     | 利根川                     | 江川                       | 坂東市                     |
| 茨城県                     | 利根川                     | 北台川                     | 下妻市                     |
| 茨城県                     | 利根川                     | 桜川                       | つくば市                   |
| 茨城県                     | 利根川                     | 将門川                     | 常総市                     |
| 茨城県                     | 利根川                     | 田川                       | 結城市                     |
| 茨城県                     | 利根川                     | 西谷田川                   | つくば市                   |
| 茨城県                     | 利根川                     | 八間堀川                   | 下妻市                     |
| 茨城県                     | 利根川                     | 真木川                     | つくばみらい市             |
| 茨城県                     | 利根川                     | 横仁連川                   | 坂東市                     |
| 茨城県                     | 那珂川                     | 石川川                     | 水戸市                     |
| 茨城県                     | 那珂川                     | 大谷川                     | 鉾田市                     |
| 茨城県                     | 那珂川                     | 緒川                       | 常陸大宮市                 |
| 茨城県                     | 那珂川                     | 桂川                       | 城里町                     |
| 茨城県                     | 那珂川                     | 塩子川                     | 城里町                     |
| 茨城県                     | 那珂川                     | 田野川                     | 水戸市                     |
| 茨城県                     | 那珂川                     | 中丸川                     | ひたちなか市               |
| 茨城県                     | 那珂川                     | 早戸川                     | ひたちなか市               |
| 茨城県                     | 那珂川                     | 涸沼川                     | 茨城町・笠間市             |
| 群馬県                     | 利根川                     | 赤坂川                     | 中之条町                   |
| 群馬県                     | 利根川                     | 吾妻川                     | 嬬恋村                     |
| 群馬県                     | 利根川                     | 鮎川                       | 藤岡市                     |
| 群馬県                     | 利根川                     | 蟻川                       | 中之条町                   |
| 群馬県                     | 利根川                     | 石田川                     | 太田市                     |
| 群馬県                     | 利根川                     | 碓氷川                     | 安中市                     |
| 群馬県                     | 利根川                     | 雄川                       | 富岡市                     |
| 群馬県                     | 利根川                     | 温沢川                     | 富岡市                     |
| 群馬県                     | 利根川                     | 蚊沼川                     | 富岡市                     |
| 群馬県                     | 利根川                     | 鏑川                       | 高崎市・富岡市             |
| 群馬県                     | 利根川                     | 神流川                     | 上野村                     |
| 群馬県                     | 利根川                     | 休泊川                     | 大泉町                     |
| 群馬県                     | 利根川                     | 新堀川                     | 邑楽町                     |
| 群馬県                     | 利根川                     | 新谷田川放水路             | 千代田町                   |
| 群馬県                     | 利根川                     | 多々良川                   | 邑楽町                     |
| 群馬県                     | 利根川                     | 名久田川                   | 中之条町                   |
| 群馬県                     | 利根川                     | 南牧川                     | 南牧村                     |
| 群馬県                     | 利根川                     | 野上川                     | 富岡市                     |
| 群馬県                     | 利根川                     | 丹生川                     | 富岡市                     |
| 群馬県                     | 利根川                     | 孫兵衛川                   | 邑楽町                     |
| 栃木県                     | 利根川                     | 赤堀川                     | 日光市                     |
| 栃木県                     | 利根川                     | 粟野川                     | 鹿沼市                     |
| 栃木県                     | 利根川                     | 出流川                     | 足利市                     |
| 栃木県                     | 利根川                     | 巴波川                     | 栃木市                     |
| 栃木県                     | 利根川                     | 姥川                       | 足利市                     |
| 栃木県                     | 利根川                     | 小曽戸川                   | 佐野市                     |
| 栃木県                     | 利根川                     | 尾名川                     | 足利市                     |
| 栃木県                     | 利根川                     | 小俣川                     | 足利市                     |
| 栃木県                     | 利根川                     | 思川                       | 小山市                     |
| 栃木県                     | 利根川                     | 柏倉川                     | 栃木市                     |
| 栃木県                     | 利根川                     | 清水川                     | 足利市                     |
| 栃木県                     | 利根川                     | 姿川                       | 宇都宮市                   |
| 栃木県                     | 利根川                     | 杣井木川                   | 小山市                     |
| 栃木県                     | 利根川                     | 田川                       | 宇都宮市・下野市・日光市   |
| 栃木県                     | 利根川                     | 武子川                     | 日光市                     |
| 栃木県                     | 利根川                     | 豊穂川                     | 小山市                     |
| 栃木県                     | 利根川                     | 永野川                     | 栃木市                     |
| 栃木県                     | 利根川                     | 名草川                     | 足利市                     |
| 栃木県                     | 利根川                     | 行川                       | 日光市                     |
| 栃木県                     | 利根川                     | 旗川                       | 足利市・佐野市             |
| 栃木県                     | 利根川                     | 彦間川                     | 佐野市                     |
| 栃木県                     | 利根川                     | 松田川                     | 足利市                     |
| 栃木県                     | 利根川                     | 武名瀬川                   | 上三川町                   |
| 栃木県                     | 利根川                     | 湯西川                     | 日光市                     |
| 栃木県                     | 那珂川                     | 荒川                       | 那須烏山市                 |
| 栃木県                     | 那珂川                     | 内川                       | さくら市                   |
| 栃木県                     | 那珂川                     | 江川                       | さくら市・那須烏山市       |
| 栃木県                     | 那珂川                     | 木須川                     | 茂木町                     |
| 栃木県                     | 那珂川                     | 逆川                       | 茂木町                     |
| 栃木県                     | 那珂川                     | 奈良川                     | 那須町                     |
| 栃木県                     | 那珂川                     | 武茂川                     | 那珂川町                   |
| 栃木県                     | 那珂川                     | 湯坂川                     | 大田原市                   |
| 埼玉県                     | 荒川                       | 赤平川                     | 秩父市                     |
| 埼玉県                     | 荒川                       | 荒川                       | 長瀞町                     |
| 埼玉県                     | 荒川                       | 飯盛川                     | 坂戸市                     |
| 埼玉県                     | 荒川                       | 入間川                     | 入間市・飯能市             |
| 埼玉県                     | 荒川                       | 江川                       | 上尾市・桶川市             |
| 埼玉県                     | 荒川                       | 大谷木川                   | 毛呂山町                   |
| 埼玉県                     | 荒川                       | 越辺川                     | 越生町・毛呂山町           |
| 埼玉県                     | 荒川                       | 葛川                       | 坂戸市・毛呂山町           |
| 埼玉県                     | 荒川                       | 高麗川                     | 飯能市・日高市             |
| 埼玉県                     | 荒川                       | 芝川                       | さいたま市・大宮区・緑区   |
| 埼玉県                     | 荒川                       | 芝川（加田屋川）           | さいたま市                 |
| 埼玉県                     | 荒川                       | 菖蒲川                     | 戸田市                     |
| 埼玉県                     | 荒川                       | 新河岸川                   | 川越市                     |
| 埼玉県                     | 荒川                       | 槻川                       | 小川町                     |
| 埼玉県                     | 荒川                       | 九十九川                   | 東松山市                   |
| 埼玉県                     | 荒川                       | 不老川                     | 入間市・狭山市             |
| 埼玉県                     | 荒川                       | 毛呂川                     | 毛呂山町                   |
| 埼玉県                     | 荒川                       | 柳瀬川                     | 所沢市                     |
| 埼玉県                     | 荒川                       | 横瀬川                     | 秩父市                     |
| 埼玉県                     | 利根川                     | 赤堀川                     | 北本市                     |
| 埼玉県                     | 利根川                     | 綾瀬川                     | さいたま市                 |
| 埼玉県                     | 利根川                     | 忍川                       | 行田市                     |
| 埼玉県                     | 利根川                     | 女堀川                     | 本庄市                     |
| 埼玉県                     | 利根川                     | 庄兵衛堀川                 | 久喜市                     |
| 埼玉県                     | 利根川                     | 藤治川                     | 深谷市                     |
| 埼玉県                     | 利根川                     | 備前堀川                   | 久喜市                     |
| 埼玉県                     | 利根川                     | 姫宮落川                   | 白岡市・宮代町             |
| 埼玉県                     | 利根川                     | 福川                       | 熊谷市                     |
| 埼玉県                     | 利根川                     | 元荒川                     | 鴻巣市                     |
| 東京都                     | 荒川                       | 奈良橋川                   | 東大和市                   |
| 東京都                     | 荒川                       | 成木川                     | 青梅市                     |
| 東京都                     | 荒川                       | 柳瀬川                     | 東村山市                   |
| 東京都                     | 境川                       | 境川                       | 町田市                     |
| 東京都                     | 多摩川                     | 秋川                       | あきる野市                 |
| 東京都                     | 多摩川                     | 浅川                       | 八王子市                   |
| 東京都                     | 多摩川                     | 南浅川                     | 八王子市                   |
| 東京都                     | 多摩川                     | 谷沢川                     | 世田谷区                   |
| 神奈川県                   | 相模川                     | 串川                       | 相模原市                   |
| 神奈川県                   | 相模川                     | 道志川                     | 相模原市                   |
| 神奈川県                   | 多摩川                     | 平瀬川                     | 川崎市                     |
| 神奈川県                   | 早川                       | 芦ノ湖                     | 箱根町                     |
| 神奈川県                   | 早川                       | 早川                       | 箱根町                     |
| 神奈川県                   | 引地川                     | 引地川                     | 藤沢市                     |
| 新潟県                     | 阿賀野川                   | 阿賀野川                   | 阿賀町                     |
| 新潟県                     | 桑取川                     | 桑取川                     | 上越市                     |
| 新潟県                     | 信濃川                     | 信濃川                     | 津南町                     |
| 新潟県                     | 信濃川                     | 浄土川                     | 長岡市                     |
| 山梨県                     | 富士川                     | 大道川                     | 身延町                     |
| 山梨県                     | 富士川                     | 島尻川                     | 南部町                     |
| 山梨県                     | 富士川                     | 鳴沢川                     | 市川三郷町                 |
| 山梨県                     | 富士川                     | 西川                       | 南アルプス市               |
| 長野県                     | 信濃川                     | 浅川                       | 長野市                     |
| 長野県                     | 信濃川                     | 尾根川                     | 上田市                     |
| 長野県                     | 信濃川                     | 片貝川                     | 佐久市                     |
| 長野県                     | 信濃川                     | 更級川                     | 千曲市                     |
| 長野県                     | 信濃川                     | 沢山川                     | 千曲市                     |
| 長野県                     | 信濃川                     | 産川                       | 上田市                     |
| 長野県                     | 信濃川                     | 武石川                     | 上田市                     |
| 長野県                     | 信濃川                     | 千曲川                     | 上田市・栄村・佐久穂町     |
| 長野県                     | 信濃川                     | 泥川                       | 軽井沢町                   |
| 長野県                     | 信濃川                     | 中沢川                     | 佐久市                     |
| 長野県                     | 信濃川                     | 滑津川                     | 佐久市                     |
| 長野県                     | 信濃川                     | 八木沢川                   | 須坂市                     |
| 長野県                     | 信濃川                     | 湯川                       | 上田市                     |
| 長野県                     | 信濃川                     | 吉沢川                     | 佐久市                     |
| 長野県                     | 信濃川                     | 依田川                     | 上田市                     |
| 静岡県                     | 鮎沢川                     | 須川                       | 小山町                     |
| 静岡県                     | 稲生沢川                   | 稲生沢川                   | 下田市                     |
| 静岡県                     | 太田川                     | 秋田川                     | 袋井市                     |
| 静岡県                     | 太田川                     | 沖之川                     | 袋井市                     |
| 静岡県                     | 太田川                     | 逆川                       | 掛川市                     |
| 静岡県                     | 太田川                     | 二瀬川                     | 掛川市                     |
| 静岡県                     | 狩野川                     | 大平江川                   | 沼津市                     |
| 静岡県                     | 狩野川                     | 函南観音川                 | 函南町                     |
| 静岡県                     | 狩野川                     | 黄瀬川                     | 御殿場市                   |
| 静岡県                     | 狩野川                     | 境川                       | 清水町                     |
| 静岡県                     | 狩野川                     | 宗光寺川                   | 伊豆の国市                 |
| 静岡県                     | 狩野川                     | 戸沢川                     | 伊豆の国市                 |
| 静岡県                     | 狩野川                     | 洞川                       | 伊豆の国市                 |
| 静岡県                     | 狩野川                     | 堂川                       | 伊豆の国市                 |
| 静岡県                     | 狩野川                     | 韮山古川                   | 伊豆の国市                 |
| 静岡県                     | 菊川                       | 江川                       | 菊川市                     |
| 静岡県                     | 菊川                       | 小笠高橋川                 | 菊川市                     |
| 静岡県                     | 菊川                       | 黒沢川                     | 菊川市                     |
| 静岡県                     | 小石川                     | 小石川                     | 焼津市                     |
| 静岡県                     | 瀬戸川                     | 石脇川                     | 焼津市                     |
| 静岡県                     | 高草川                     | 高草川                     | 焼津市                     |
| 静岡県                     | 栃山川                     | 木屋川                     | 焼津市                     |
| 静岡県                     | 那賀川                     | 岩科川                     | 松崎町                     |
| 静岡県                     | 萩間川                     | 萩間川                     | 牧之原市                   |

### ダムの緊急放流
相模川水系城山ダムの水量が増えたため、神奈川県は10月12日17時から異常洪水時防災操作（緊急放流）を行うことを予告し、相模原市は流域の住民に避難指示を発令した。しかし増加が想定よりも低かったため、緊急放流の開始を遅らせることが発表された。21時に改めて、22時から緊急放流することを発表した。その後、水量の増加により、予定を前倒しして21時30分より放流を行った。また花園川水系水沼ダムでも、12日20時50分より緊急放流を実施している。
このほか、利根川水系の下久保ダム、荒川水系の二瀬ダム、鬼怒川流域の川治ダム、川俣ダムでも緊急放流を一時検討していた。
塩原ダムや竜神ダム、高柴ダム、美和ダム、菅平ダムなどでも実施された。
また、福島県南相馬市の高の倉ダムも12日22時過ぎに緊急放流を行い、水無川、新田川で氾濫した。NHKなどでは「北長野地区で氾濫」と発表したが、上高平地区でも氾濫している。

### 治水効果

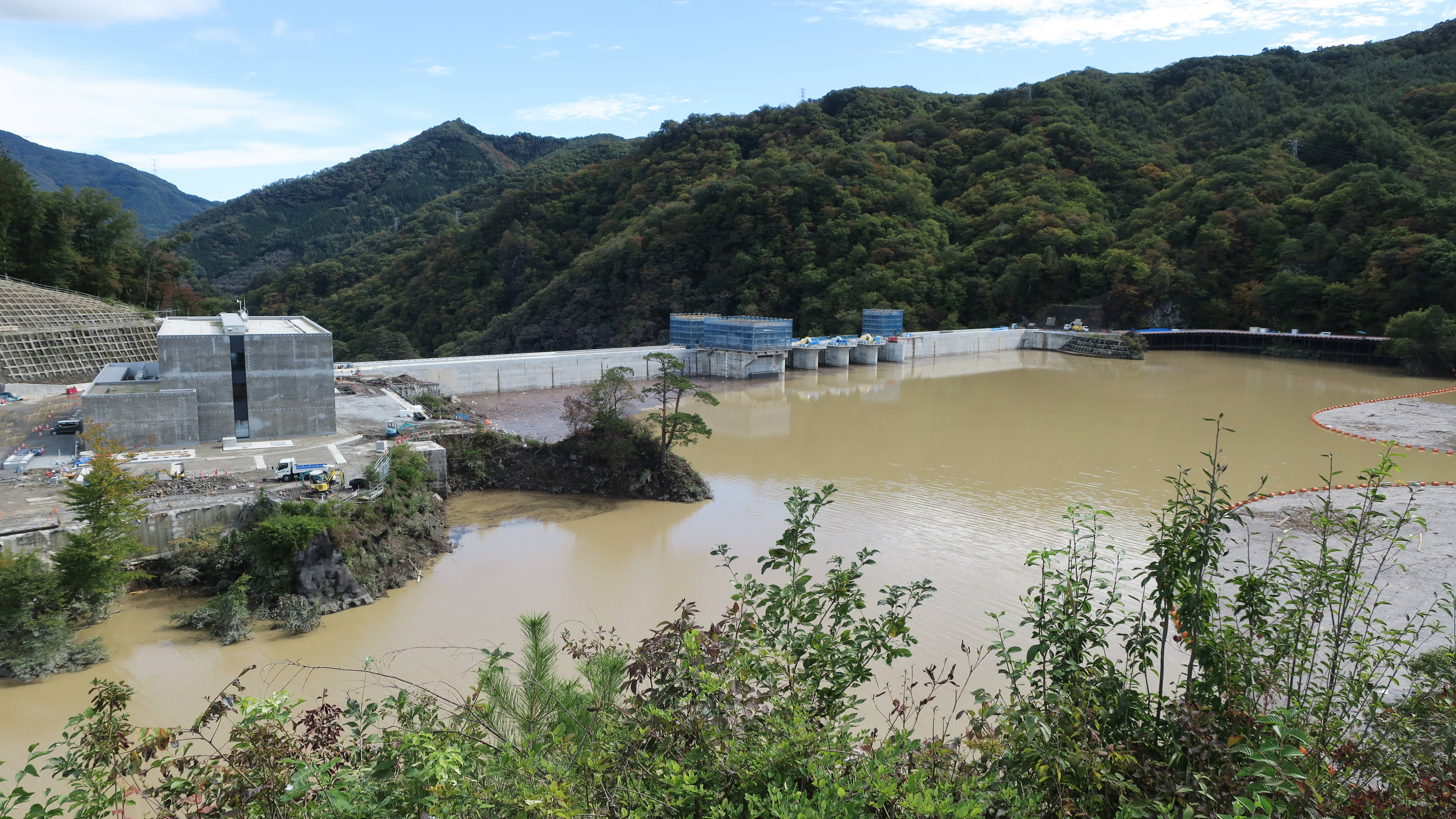
台風通過後の八ッ場ダム

災害による甚大な被害の一方、埼玉県北部・東部（桶川市・上尾市を除く）や東京都（世田谷区を除く）、千葉県北西部（野田市を除く）、神奈川県北部などの東京圏では、100年に一度の大雨を想定した治水工事の効果が発揮された。荒川第一調節池や渡良瀬遊水地、田中調節池では史上もっとも多い水を貯留し、首都圏外郭放水路や神田川・環状七号線地下調節池もフル稼働した。そのほか、高規格堤防で荒川下流・江戸川下流の堤防が、首都圏氾濫区域堤防強化対策（大抵の重要水防箇所は高規格堤防整備済み）により利根川中流・江戸川上流の堤防が強化されたことも決壊防止に効果を上げた。
鶴見川多目的遊水地（新横浜公園）も貯留機能を発揮して下流域への氾濫を防いだ。公園内にある横浜国際総合競技場は1階駐車場に水が流入したが、直後の10月13日にはラグビーワールドカップ2019の日本対スコットランド戦が開催されている。
運用開始前だった八ッ場ダムは10月1日に試験湛水が開始されたばかりで、国土交通省によれば最高水位に達するまで3か月から4か月程度かかるとみられていたが、11日未明から13日朝までに累計347ミリの雨が降り、山間部から流れ込んだ水で水位が約54メートル上昇し、ほぼ2日で満水となった。

### 交通

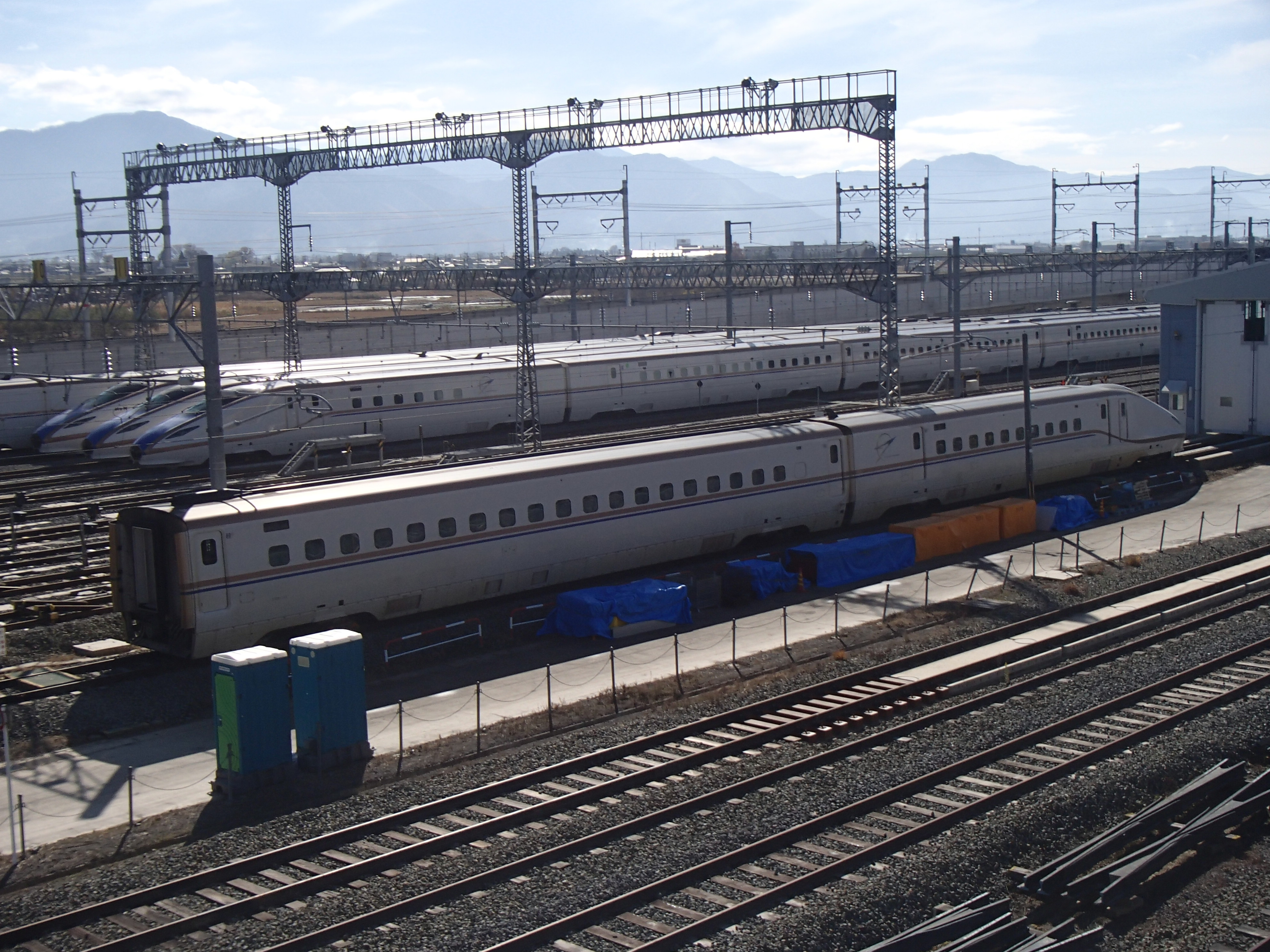
台風19号による長野新幹線車両センター浸水後、解体を待つ車両

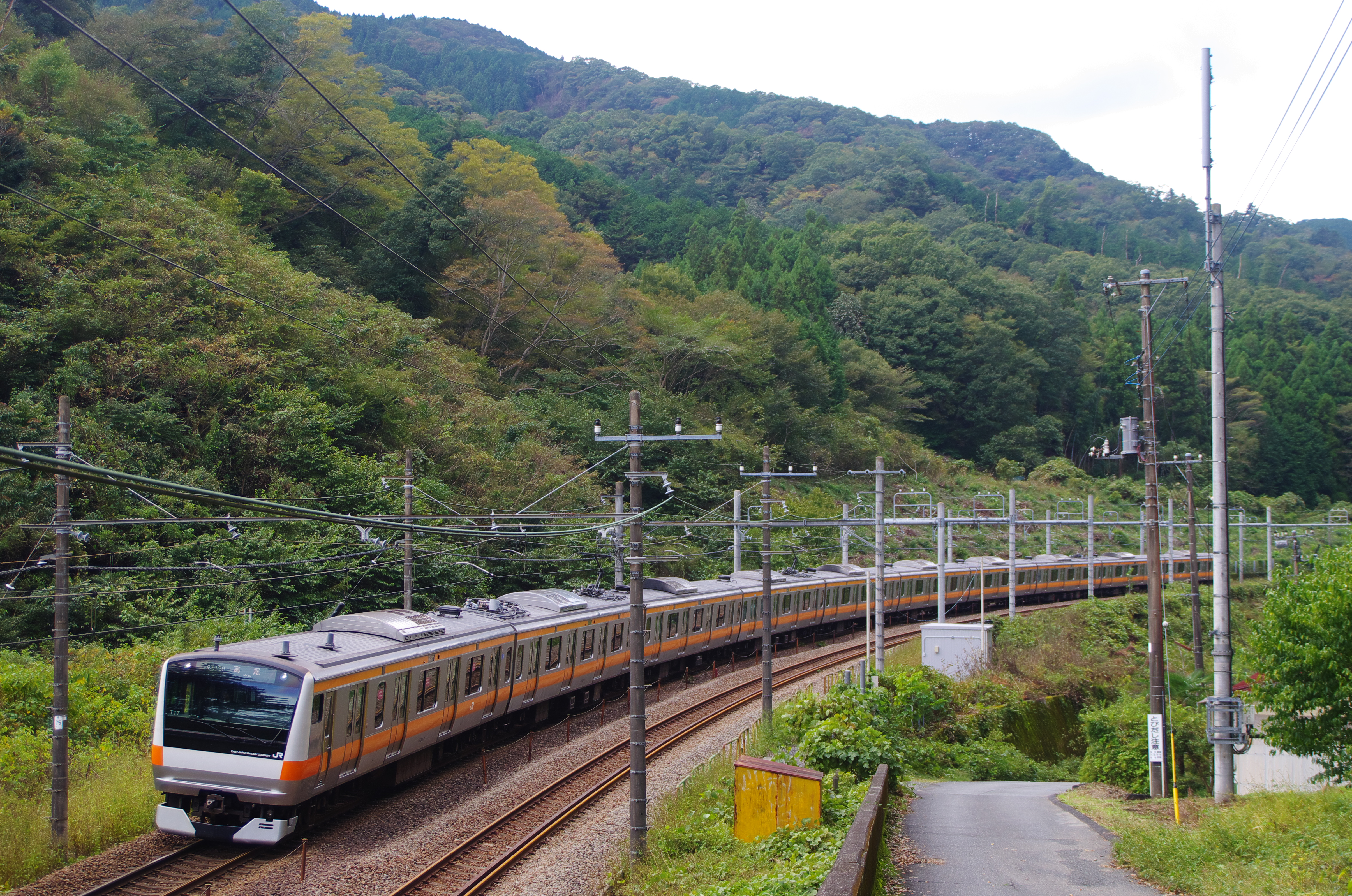
台風19号災害の復旧過程で一時的に行われた、中央本線高尾駅-相模湖駅間の下り線による区間折返し運転列車

東北地方から関東北部・甲信地方を中心に、多数の交通網が土砂災害や浸水による被害を受けた。中でも、特筆すべき被害として、千曲川決壊にともなう北陸新幹線への影響と、東京都八王子市から神奈川県相模原市にかけての小仏峠・大垂水峠一帯での交通網寸断が挙げられる。
北陸新幹線は、千曲川の決壊により長野駅 - 飯山駅間で信号電源装置が被害を受け、長野駅 - 上越妙高駅間が10月25日まで約2週間運休になった ほか、長野新幹線車両センター内に留置していたE7系・W7系車両10編成120両（北陸新幹線用車両の約3分の1）が冠水被害を受け、最終的には全編成が廃車処分となったほか、電気設備などの車両基地設備も被災した。報道では、鉄道車両の被害金額だけでも、代替車の新造費用を含み約418億円を超え、かつ長期間のダイヤ削減を余儀なくされた。
また、小仏峠・大垂水峠一帯で、道路（中央自動車道・国道20号）・鉄道（中央本線）が被災し、特急「あずさ」「かいじ」「富士回遊」「はちおうじ」「おうめ」が10月27日まで運休になる など、東京都と山梨県の間の主要ルートが一時寸断されたことから、国土交通省が迂回路に関する情報を提供した。東海旅客鉄道（JR東海）はおもな施設被災はなかったが、中央線の運休などを受け、東京 - 山梨間の迂回ルートを確保するために身延線の輸送力を増強（定期列車の延長運転や臨時列車の運転）した。

#### 道路

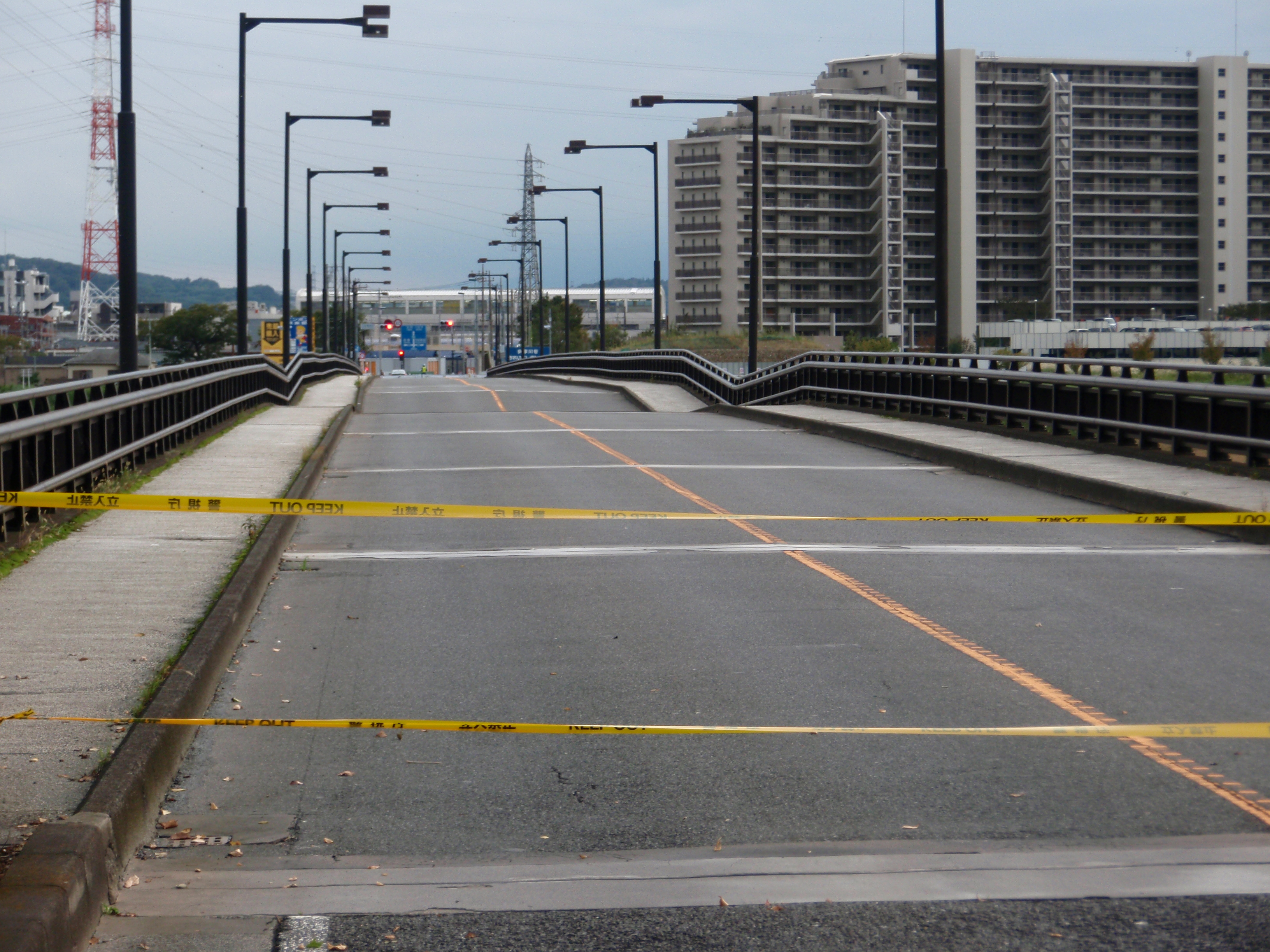
多摩川の増水を受けて橋脚が沈み路面が陥没した日野橋（東京都日野市・立川市間）

高速道路では、東北自動車道や東名高速道路など13路線・15区間（10月13日13時現在）で、法面の崩落などの被害を受けた。このうち、以下の箇所で長期にわたる影響が出た。
- 上信越自動車道 碓氷軽井沢IC - 佐久IC間：盛土変状により路面に大規模なひび割れが発生。不通区間では最後まで通行止めが続き、緊急対策実施により10月23日6時に対面通行で開通[104]。2020年4月3日に4車線で完全復旧[105]。
- 常磐自動車道 水戸北SIC：河川の氾濫によりETC設備などが水没し施設閉鎖。2019年12月2日に閉鎖が解除[106]。
- 上信越自動車道 小布施SIC：河川の氾濫によりETC設備などが水没し施設閉鎖。2019年11月29日に閉鎖が解除[107]。

国直轄国道では17路線39区間が被害を受け、11月25日9時分現在、以下の1路線1箇かで通行止めが続いていたが、11月29日に応急仮設橋をにより復旧を行い解除された。
- 国道20号：山梨県大月市の法雲寺橋で橋脚洗堀による落橋のおそれ。2019年11月29日に仮復旧。2022年4月3日に新橋による復旧完了し、開通[110]。

また、補助国道（都県管理）でも38路線62区間が被災し、2020年5月3日現在、5路線6区間で通行止めが続いている。
路線バス事業者では、福島交通郡山支社が逢瀬川（阿武隈川支流）の氾濫により浸水被害を受け、営業所が所有するバス90台が水没したため、郡山市内70路線で運休が発生。20路線で運転再開にこぎ着けたものの、福島空港リムジンバスを含む残りの路線の運行再開には時間がかかる見通しである。2019年12月5日現在でも、一部の路線バスと高速バスの運休や路線バスの迂回運行、定期乗車券などの対応措置が取られており、車両手配の都合により運休が続いていた高速バス福島 - 郡山線はJR東北本線との競争による収益性の悪さもともない、そのまま廃止が決まった。また、長電バス本社および長野営業所が浸水被害を受けた。2020年1月10日現在、合計で2事業者4路線が全面運休、9事業者15路線が一部運休している。
タクシー関係では60事業者で計219台が被害を受けた。

#### 鉄道

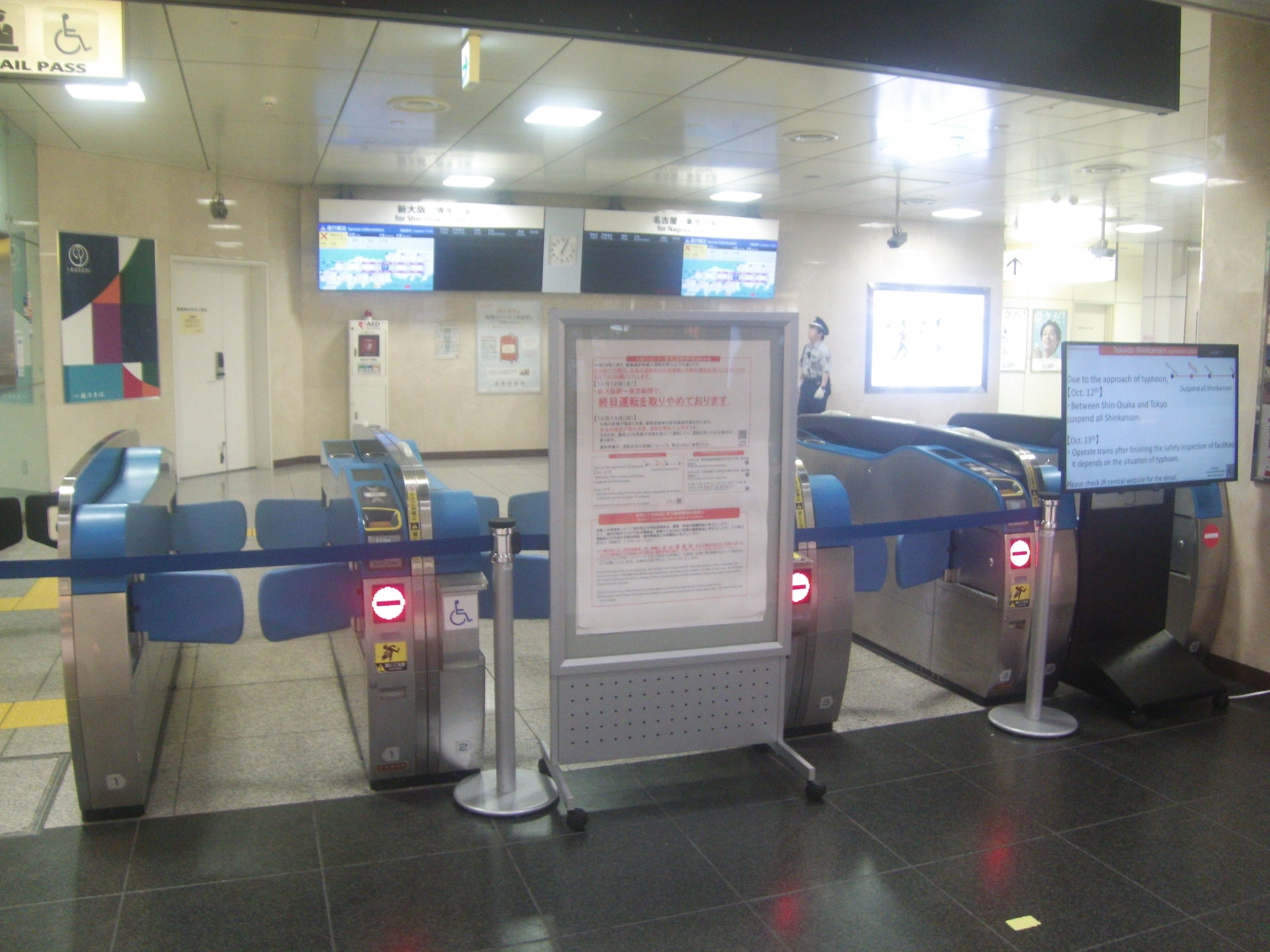
改札を閉鎖した東海道新幹線

12日終日および13日14時ごろまで、関東甲信地方を発着する路線を中心に広く計画運休が実施され、計画運休を含め83事業者・254路線で運転休止となった。
以下は10月15日15時現在 および10月16日12時30分現在 で国土交通省がとりまとめた、施設が被災した路線。
- 東日本旅客鉄道（JR東日本） - 北陸新幹線、東北本線、中央本線、八戸線、仙山線、磐越東線、水郡線、両毛線、吾妻線、篠ノ井線、飯山線、小海線
  - 水郡線は袋田駅 - 常陸大子駅間で鉄橋が流失したため、再開が2021年3月27日と1年5か月を要した。
- 東武鉄道 - 日光線、佐野線
- 京王電鉄 - 動物園線
- 三陸鉄道 - リアス線
- 阿武隈急行 - 阿武隈急行線　
  - 阿武隈急行線 富野駅 - 丸森駅 で運休。2020年10月に全線運転再開[124][125]。富野～槻木間は減便。同線の主な被害は梁川駅 - 槻木駅間：富野駅 - 兜駅間で土砂流入・コンクリート擁壁崩壊・架線切断、兜駅 - あぶくま駅間で土砂流入・道床流出、あぶくま駅構内で道床流出、あぶくま駅 - 丸森駅間で土砂流入・道床流出・信号／電架柱傾斜・架線切断、角田駅 - 横倉駅間で路盤陥没、岡駅 - 東船岡駅間で土砂崩壊、倒木。
- 秩父鉄道 - 秩父本線
- 小湊鉄道 - 小湊鉄道線
- 箱根登山鉄道 - 鉄道線（箱根登山電車）
- しなの鉄道 - 北しなの線、しなの鉄道線
- 上田電鉄 - 別所線
  - 千曲川橋梁が流失したため、上田 - 城下間の再開は2021年3月28日であった。

西日本旅客鉄道（JR西日本）では、北陸新幹線の運休を受け、1年5か月の間金沢駅 - 米原駅間の特急「しらさぎ」の輸送力増強（増結）を実施した。

#### 航空
成田空港では12日11時から13日5時までの間旅客機の着陸を制限したことから、空港に来てから欠航を知った旅客ら約1,500人が滞留する事態となった。
羽田空港では12日から13日5時の間、旅客機の着陸を制限した。また一部エプロン・誘導路が冠水した。
国内外の空港へ航空各社の航空機の避難が行われたため、各地の空港では駐機場などを最大活用して駐機を実施した。新千歳空港では駐機場だけでは足りず、B滑走路を閉鎖して滑走路上に駐機を行った。
また、北陸新幹線の代替輸送機関として、東京/羽田 - 富山・東京/羽田 - 小松の2路線で臨時便運航や機材変更により対応していた。

### イベントなどへの影響
台風が予報されたことにより中止・延期となったおもなイベントは以下の通り。

#### 国の式典
- 第66回自衛隊観艦式 - まず事前公開の10月12日および13日の中止が決まり、本番の14日については開催を検討していたが、台風上陸前から各地に被害が出ていたことより14日についても中止が決定した[133][134]。14日9 - 16時までの間、横須賀と木更津で16隻の艦艇の一般公開を実施した[135]。かがなども観艦式に参加予定であったが、一般公開には参加せず、救援活動の統合任務部隊に加わった[136]。

#### スポーツ
- 第19回全国障害者スポーツ大会『いきいき茨城ゆめ大会』（12 - 14日） - 全日程を中止[137]。全国障害者スポーツ大会の中止は史上初。
- クライマックスシリーズ・セファイナル・巨人対阪神 - 12日中止[138][139]。
- クライマックスシリーズ・パファイナル・西武対ソフトバンク - 12日中止[140]。
- ラグビーワールドカップ2019 - 12日のニュージーランド対イタリア（豊田スタジアム）、イングランド対フランス（横浜国際総合競技場）[141]、13日のナミビア対カナダ（釜石鵜住居復興スタジアム）[142] が中止。ラグビーワールドカップの試合中止は史上初。
- ブリヂストンオープンゴルフトーナメント - 12日、13日の決勝ラウンドが中止。2日間競技として打ち切り[143]。
- スタンレーレディスゴルフトーナメント - 12日は中止[144]、13日は終日無観客試合に変更。さらにインの9ホールに短縮[145]。
- F1日本グランプリ - 12日の予定セッションはすべて中止。予選は13日午前に順延、サポートレースやイベントもレース進行を優先させ中止[146]。
- 第42回日本スリーデーマーチ（ウォーキング）埼玉県東松山市が都幾川堤防の決壊による被害を受けたため中止[147]。
- 東北・みやぎ復興マラソン - 12日、13日ともに中止[148]。
- 新潟シティマラソン - 13日中止[149]。
- Jリーグ - 13日開催のYBCルヴァンカップ準決勝第2戦・鹿島vs川崎の試合開始時刻を繰り下げたほか、12日・13日に開催予定だったJ2 第36節の5試合、J3 第26節の7試合で試合開催日・開催時刻を変更した[150]。
- バドミントン - 秩父宮・秩父宮妃杯争奪　第70回全日本学生バドミントン選手権大会 - 12日、13日の団体戦はすべて中止。代替開催も行わないこととなった[151]。
- モルック - 第6回モルック日本大会 - 13日中止。再大会も行わない[152]。

#### 音楽イベント
- NHK全国学校音楽コンクール全国コンクール - 12日の高校生の部を中止（11月28日に代替開催。結果的に史上最も遅い開催日となる[153]）[154]、13日の小学生の部は開演時刻を14時から15時30分に変更[155]。
- 阿波国 THE SOLAR BUDOKAN 2019 - 事前の会場設営等が困難かつ、来場者の安全を第一に考慮し中止[156]

#### 伝統行事・祭り
- 埼玉県鴻巣市で12日開催予定の『第18回こうのす花火大会』は予備日の13日を含めて中止[157]。
- 第46回川崎みなと祭り、ちくさんフードフェア2019、第11回ビーチバレー川崎市長杯 - 12日、13日に開催予定が中止となった[158]。
- 長野市で11月23日開催予定だった第114回長野えびす講煙火大会2019年の花火大会は台風19号の影響のため開催が中止[159]。
- 千葉県佐倉市で11日 - 13日に開催を予定していた『佐倉の秋祭り』は開催中止が決定された[160]。
- 栃木県鹿沼市で12日-13日に開催を予定していた『鹿沼秋まつり』は開催中止となった。

#### 公営競技
- 寬仁親王牌・世界選手権記念トーナメント - 12日開催分を中止し1日ずつ順延（決勝は15日に延期）[161]。
- 東京競馬場 - 令和元年第4回3日目（10月12日）、4日目（10月13日）を中止。3日目は10月15日に出馬表を変更せず、4日目は10月21日に出馬投票のやり直しの上で代替競馬として順延[162]。また関東・甲信越・東海地方の競馬場（パークウィンズ）、ウィンズ、エクセル、J-PLACEの各施設でも当該2日間（一部は12日のみ）の馬券発売・払い戻し業務を休止[163][164]。
- 戸田競艇場 - 14 - 19日に開催予定の「G3・オールレディース」が中止[165]。

#### 国家試験・資格試験
- 調理師国家試験（10月12日）は7都県で中止、12月22日に再試験[166]。
- 消費生活相談員資格試験（10月12日）は9都府県で中止、11月2日に再試験。一部受験者への受験料返還措置[167]。
- 技術士試験第一次試験（10月13日）は27都県で中止[168]、翌年3月7日に再試験。また、一部被災受験者等への試験地振替措置[169]。
- 一級建築士試験「設計製図の試験」（10月13日）は、18都県で中止、12月8日に再試験[170]。
- 総合旅行業務取扱管理者試験（10月13日）は2都県で中止。一部被災受験者等への受験料返還措置および有効期限の延長措置、3月15日に再試験[171][172]。
- 介護支援専門員（ケアマネージャー）試験（10月13日）は13都県で中止、4県では開始時間繰り下げ[173]。再試験は翌年3月8日[174]。
- 小学校教員資格認定試験第2次試験（10月13日）は当初全員を受験免除・合格扱いの予定だったが[175]、試験代替として対象者にリポート課題と代替検定試験を3次試験に並行して実施[176]。
- 情報処理技術者試験・情報処理安全確保支援士試験（10月20日）について、浸水被害で会場が変更。公共交通機関の不通により、一部試験地で開始時刻の繰り下げ[177]。被災受験者等への次回振替や受験料返還措置[178]。

#### その他イベント
- 第26回鉄道フェスティバルは、12日と13日に開催予定だったが中止となった[179]。
- 10月14日の鉄道の日に合わせて各地で鉄道関連イベントが予定されていたが、多くが中止になった[180]。
- 1997年（平成9年）に廃止された信越本線横川 - 軽井沢間では、川に土砂が堆積した影響で安中市内の下り線の道床が流出しており、現在も「廃線ウォーク」では上り線に迂回を余儀なくされている[181]。2023年（令和5年）に視察した岩井均安中市長は「何らかの方法で修繕できるよう検討したい」とコメントしている[182]。
- オリコンチャートでは、10月12日に更新される予定だった2020/10/11付のデイリーチャートの発表が翌日に延期になった[183]。
- あしかがフラワーパーク（栃木県足利市）では10月下旬の開幕予定でイルミネーションイベント「光の花の庭」の準備を進めており、すでに400万球を設置し終えていたが、電球の水没と泥かぶりの被害を受けた[184]。従業員150人が総出で発光ダイオードの交換・整備を行った結果[185]、予定より1週間遅れで開催に漕ぎ付けた[186]。

### 産業への影響

#### 農林水産業
農林水産省によると、2020年10月23日時点で農林水産関係の被害額は、10月25日の大雨によるものも含めて3,446億円超えとなった。このうち、農地の損壊やため池・用水路などの農業用施設の被害額が2,101億円、コメやリンゴなどの農作物の被害額は159億円となっている。また、林道や木材加工の施設などの林業関係の被害額は805億円、漁港の施設など水産関係の被害額が134億円などとなっていて、引き続き調査中である。

#### 製造業
- 福島県郡山市では郡山中央工業団地が水没する被害を受け、幸楽苑やパナソニック、日立製作所といった企業の商品出荷に影響が発生した[188]。日立製作所は2019年12月に、同様の浸水被害が発生することを懸念して、事業所を移転する方針を明らかにした[189]。
- スバル太田工場では、サプライヤーが浸水被害を受け部品供給が滞ったために車両の出荷停止を行った[190]。

### その他

#### 福島県で除染廃棄物が川に流出
福島県田村市は、10月13日、台風19号の大雨による洪水により、福島第一原発事故後の除染廃棄物を詰めた袋が古道川に流出したと発表した。重さは1袋当たり数百キロから1トンほど。2,667袋を保管していた。なお、同様の流出は平成27年9月関東・東北豪雨においても発生していた。

#### 郡山市での家庭ごみの処理問題
郡山市内2か所のごみ処理場のうちのひとつである、富久山クリーンセンターが水没し、電気設備が故障。災害ゴミの集積が行えないほか、家庭ごみの焼却も行えないため、郡山市民に生ごみ以外は家庭で保管するよう呼びかける、異例の対応が取られた。

## 政府などの対応
皇室
10月15日、今上天皇・皇后雅子による「お見舞いの気持ち」が、宮内庁を経て発表された。2019年に限り国民の祝日となったその7日後の10月22日には、即位の礼（中心儀式：即位礼正殿の儀）の一部である「祝賀御列の儀」（天皇即位を祝う皇居から赤坂御用地までのオープンカーによるパレード）も予定されていたが、大規模な警備体制の整備を要するため、被害の甚大さと復旧支援の緊急性などを考慮して同儀式は11月10日に延期された。
総理大臣官邸
10月8日13時に情報連絡室を設置。以後、関係閣僚会議を実施（第4次安倍第2次改造内閣）。10月12日15時30分、情報連絡室を官邸対策室に改組した。同時刻に安倍晋三内閣総理大臣より関係閣僚に指示を行った。
非常災害対策本部
10月13日9時30分、非常災害対策本部を設置。
10月15日、千葉県が台風15号・19号にともなう被災者生活再建支援法の県下全域への適用をしたと公表。
10月16日、令和元年度一般会計予算予備費より7.1億円を捻出し、被災者支援に充てることを閣議決定。
10月18日、「令和元年台風第19号による災害についての特定非常災害及びこれに対し適用すべき措置の指定に関する政令」を閣議決定し、同日施行。
10月29日、今災害をおよび大規模災害復興法の「非常災害」に指定し、11月1日政令公布・同日施行とした。
11月1日、今災害を激甚災害に指定する政令を公布・同日施行した。
12月4日、激甚災害指定の政令を一部改正し、災害指定期間を延長指定した。
内閣府
10月8日13時に情報連絡室を設置。関係都道府県に災害救助法関連情報などの通知を発出した。
災害救助法は10月15日現在、1都13県の390自治体に適用されている。
10月18日、総合法律支援法第三十条第一項第四号に基づく指定を行うための政令を施行。
気象庁
気象庁は、10月9日に早期警戒を呼びかける第1報を発出。通常は台風接近の前日に行う記者会見をこの日に行い、同年の房総半島台風や平成30年台風第21号と同程度の暴風になるおそれがあるとして警戒を呼びかけた。
10月11日に気象庁は再び臨時の記者会見を開き、12日から13日にかけて、広い範囲で記録的な大雨や暴風となる見込みであると発表した。「狩野川台風に匹敵する記録的な大雨となる」おそれもあり、「大雨特別警報を発表する可能性がある」と発表した。
また、TEC-FORCE JETT（気象防災対応支援チーム）を31都府県に派遣。
警察庁
10月8日13時に、災害対策室長を長とする災害情報連絡室を設置した。12日15時30分、警備局長を長とする災害警備本部へ改組。城山ダム緊急放流にともない、神奈川県警察機動隊を厚木市に派遣。
13日、警察庁次長を長とする非常災害警備本部に改組。12府県の警察本部に対し、広域緊急援助隊の派遣要請を行った。
全国の警察本部・管区警察局からの派遣をもって対応した。各部隊は以下の期間で活動。
警察災害派遣隊（10/13～11/20：39）、広域緊急援助隊（警備部隊 10/13～10/23）、広域警察航空隊（10/13～10/23）、特別自動車警ら隊（10/16～11/20）、特別生活安全部隊（10/17～11/18）、機動警察通信隊（10/13～10/20）
総務省消防庁
10月8日に、消防庁災害対策室（第1次応急体制）を設置。8日以降「台風第19号についての警戒情報」などの警戒情報を都道府県・指定都市等に通達し、警戒を取るように事前通達が行われた。
12日15時30分、消防庁長官を長とする消防庁災害対策本部（第3次応急体制）に移行した。
宮城県・福島県・長野県から消防庁長官に対し、緊急消防援助隊の応援要請があり、東北ブロック、関東ブロック各隊に出動を求めた。13日から18日にかけて計755隊2,680人規模、消防ヘリコプター38機が投入され、18日の宮城県からの引き上げをもって活動を終了した。
防衛省・自衛隊
防衛省は10月11日、災害関連情報専用のTwitterアカウントを開設。そのほか、河野太郎防衛大臣のアカウント および、各部隊のアカウントによる個別情報の提供を実施している。これによると、1万7,000人態勢での即応体制を確立するとともに、特別警報が発表された13都県の担当する部隊約2万7,000人を全員呼集。13日現在、21都県（272自治体）および東京電力本社にLO（連絡幹部）を派遣した。
また、13日16時、河野太郎防衛大臣（第4次安倍第2次改造内閣）より自衛隊行動命令が発出され、陸上総隊司令官髙田克樹陸将を指揮官とする統合任務部隊（JTF、通称号：笑顔と故郷を取り戻すために JTF）が編成された。全国の陸海空自衛隊より人員3万1,000人規模、艦艇8隻、航空機130機体制での活動を開始した。続いて14日17時15分、最大で1,000名程度の即応予備自衛官、予備自衛官の招集を閣議決定、招集命令が発せられた。全国から部隊が派遣され、被災者生活支援・医療支援・慰問演奏会を実施した。
各都県知事より災害派遣要請が相次いだため、以下に災害派遣情報を一覧として掲載する。
※以下、在任（当時）の各都県知事の人名は1回目のみ表記。便宜上、10月24日～10月26日の大雨についても記載する。
| 要請日時 | 要請日時 | 要請元               | 要請先                                           | 要請内容           | 撤収要請         |
| --- | -------- | -------------------- | ------------------------------------------------ | ------------------ | ---------------- |
| 10月12日 | 20時30分 | 宮城県知事村井嘉浩   | 陸自 第2施設団長                                 | 人命救助           | 撤収要請受理＊   |
| 10月12日 | 21時10分 | 栃木県知事福田富一   | 陸自 第12特科隊長                                | 人命救助           | 撤収要請受理＊   |
| 10月12日 | 21時20分 | 静岡県知事川勝平太   | 陸自 第34普通科連隊長                            | 人員輸送           | 撤収要請受理＊   |
| 10月12日 | 21時34分 | 長野県知事阿部守一   | 陸自 第13普通科連隊長                            | 人命救助、水防活動 | 11月30日22時00分 |
| 10月12日 | 21時41分 | 栃木県知事           | 陸自 第12特科隊長                                | 人命救助、資材搬送 | 撤収要請受理＊   |
| 10月12日 | 21時50分 | 東京都知事小池百合子 | 陸自 第1師団長                                   | 避難誘導等         | 撤収要請受理＊   |
| 10月12日 | 23時15分 | 福島県知事内堀雅雄   | 陸自 第6特科連隊長                               | 人命救助           | 撤収要請受理＊   |
| 10月13日 | 00時25分 | 茨城県知事大井川和彦 | 陸自 施設学校長                                  | 人命救助           | 撤収要請受理＊   |
| 10月13日 | 00時44分 | 宮城県知事           | 陸自 第2施設団長 （船岡駐屯地司令名義）          | 人命救助           | 撤収要請受理＊   |
| 10月13日 | 02時00分 | 福島県知事           | 陸自 第44普通科連隊長                            | 行方不明者捜索     | 撤収要請受理＊   |
| 10月13日 | 02時10分 | 宮城県知事           | 陸自 第22即応機動連隊長 （多賀城駐屯地司令名義） | 孤立者救助         | 撤収要請受理＊   |
| 10月13日 | 02時20分 | 栃木県知事           | 陸自 第12特科隊長                                | 人命救助           | 撤収要請受理＊   |
| 10月13日 | 02時26分 | 東京都知事           | 陸自 第1師団長                                   | 孤立者救助         | 撤収要請受理＊   |
| 10月13日 | 02時45分 | 岩手県知事達増拓也   | 陸自 第9特科連隊長                               | 行方不明者捜索     | 撤収要請受理＊   |
| 10月13日 | 02時50分 | 茨城県知事           | 陸自 施設学校長                                  | 水防作業           | 撤収要請受理＊   |
| 10月13日 | 03時00分 | 宮城県知事           | 陸自 第2施設団長                                 | 人命救助           | 撤収要請受理＊   |
| 10月13日 | 04時05分 | 栃木県知事           | 陸自 第12特科隊長                                | 人命救助           | 撤収要請受理＊   |
| 10月13日 | 04時30分 | 福島県知事           | 陸自 第6特科連隊長                               | 行方不明者捜索     | 撤収要請受理＊   |
| 10月13日 | 05時34分 | 茨城県知事           | 空自 第7航空団司令                               | 孤立者救助         | 撤収要請受理＊   |
| 10月13日 | 06時00分 | 群馬県知事山本一太   | 陸自 第12旅団長                                  | 人命救助           | 撤収要請受理＊   |
| 10月13日 | 08時30分 | 埼玉県知事大野元裕   | 陸自 第1師団長                                   | 給水支援           | 撤収要請受理＊   |
| 10月13日 | 11時20分 | 栃木県知事           | 陸自 第12特科隊長                                | 給水支援           | 撤収要請受理＊   |
| 10月13日 | 13時07分 | 静岡県知事           | 陸自 第34普通科連隊長                            | 行方不明者捜索     | 撤収要請受理＊   |
| 10月13日 | 13時35分 | 神奈川県知事黒岩祐治 | 陸自 第1師団長                                   | 人命救助           | 撤収要請受理＊   |
| 10月13日 | 17時33分 | 千葉県知事森田健作   | 陸自 第1空挺団長                                 | 避難誘導、輸送支援 | 11月5日 15時10分 |
| 10月25日 | 17時30分 | 千葉県知事           | 陸自 第1空挺団長                                 | 人命救助           | 10月26日         |
| 10月26日 | 11時20分 | 福島県知事           | 陸自 第44普通科連隊長                            | 行方不明者捜索     | 10月31日         |
| ＊は撤収要請日時不明を示す |          |                      |                                                  |                    |                  |
| 備考 LO：21都県（最大271自治体）・東京電力本社に派遣。本省審議官級を長とする連絡員チームを各県庁に派遣 統合任務部隊（JTF）編成規模：最大人員3,1000人規模、艦艇8隻、航空機130機等体制。最大5,500人規模・40機で活動。 即応予備自衛官：368名、予備自衛官：53名（最大1,000名程度予定）。 |          |                      |                                                  |                    |                  |

以後、部隊規模の縮小、撤収要請が相次いだことから、11月8日の大臣命令をもってJTFは解組され、東北を管轄する東北方面総監・関東甲信越を管轄する東部方面総監による指揮体制に移行した。同時に、11月9日をもって即応予備自衛官・予備自衛官の招集を終了した。11月30日をもって一連の活動を終了した。
11月8日、台風15号から一連の災害派遣活動により、一般会計予算の予備費から経費65億円を拠出したことを発表した。
海上保安庁
10日に海上保安庁本庁に災害対策室を設置。12日15時30分に災害対策本部に移行。11月8日7時現在、巡視艇のべ716隻、航空機のべ166機、救助要員のべ442名、リエゾンのべ86名規模で対処。また、航行警報129件、海の安全情報121件を発出し情報提供を行った。
このほか、福島県・岩手県で給水支援、入浴支援を実施した。
総務省
10月8日13時に大臣官房総務課に情報連絡室を設置。12日15時30分に官房長を長とする災害対策本部に改組。被災地への応援職員の派遣に関する通知発出およびリエゾンの派遣、移動式電源車の用意、衛星携帯電話の貸し出しを山梨県と千葉県君津市、長野県などに実施した。このほか、災害時用公衆無線LANサービス「00000JAPAN」の開放、特設の公衆電話124台設置、NHK・携帯電話料金・無線局電波使用料の支払い猶予などを実施。
以下は今災害に絡む電波法に基づく臨機の措置、および放送局の被害の一覧である。
- 予備免許交付中のこまえエフエム（CFM）の設備を用いて、臨機の措置により臨時災害放送局を開設（12日開設 - 13日閉局）[64]。
- 茨城県大子町のFMだいごが被災し停波したため[215]、FMぱるるんの機材を使用し、FMだいごと同一周波数（77.5MHz）にて臨機の措置により臨時災害放送局を開設[216]（14日開局）。19日、FMだいごの設備が仮復旧。同日夕方に臨時災害放送局を閉局し、放送を再開した[64]。
- 埼玉県秩父市のちちぶエフエムは送信所付近の電柱滑落にともなう配電線・光回線遮断により停波。スマートフォンアプリのみで昼間限定で放送していたが[217]、15日をもってスマートフォンアプリでの配信を中止。仮設アンテナ設置により10月26日7時よりFM放送・スマートフォンアプリによる放送を再開[218]。
- 神奈川県横須賀市のFM・ブルー湘南は通信回線断による停波、葉山町の湘南ビーチFMの停電による停波はそれぞれ復旧した[64]。
- このほか、いわき市民コミュニティ放送中継局の中継局停電・浸水、軽井沢エフエム放送の停電による停波はそれぞれ復旧した[64]。
- 県域局である、栃木放送FM補完放送でも一時停電による停波が発生した[64]。
- 復旧応援の中国電力・北陸電力等に対する陸上移動局の移動範囲の変更[64]。
- NTTドコモに対し衛星基地局の開設の許可[64]。

総務省所管の日本郵便によると、13日17時現在、静岡県全域の窓口業務および静岡県外8局での窓口業務を休止。全国的に郵便配達が遅れていた。また、長野県・福島県での車両型郵便局の展開、長野県での避難所における郵便物配達、貯金の非常即時払いの実施、かんぽ生命などの利率減免、臨時貯金窓口の営業を実施した。
厚生労働省
18日6時時点で、DMATのべ68隊、DPATのべ11隊が活動。2020年1月時点でDMATは活動終了。
事務連絡を通して、深部静脈血栓症（エコノミークラス症候群）、感染症、衛生、災害時の小児アレルギーに関する周知を実施。日本栄養士会のJDA-DATとの連携を実施。このほか、リエゾン、保健師の派遣、インフルエンザワクチンの確保の要請を行った。
国土交通省
10月11日に本省災害対策本部を設置。10月10日よりTEC-FORCE（11月3日7時現在、延べ1万5,822人）、13日より省所有ヘリコプター（全機）、災害対策用機械（のべ9,050台）派遣を実施。
農林水産省
10月11日に令和元年台風第19号に関する農林水産省緊急自然災害対策本部を設置。プッシュ型食料物資支援の調整のため、内閣府防災（8号館）へ職員2名を派遣したほか、地方部局・地方自治体へリエゾン派遣を実施。
文部科学省
10月13日14時30分、事務次官を本部長とする文部科学省非常災害対策本部を設置。児童の安全確認に関する通知、被災した学校の復旧に関する通知を行う。大学病院やQST病院の備蓄体制の確認に関する通知などを実施。このほか、奨学金・教科書などに関する通知を実施。
文部科学省が所管する宇宙航空研究開発機構（JAXA） は国土交通省などの要請を受け、台風被害の把握のため、陸域観測技術衛星2号 「だいち2号」による東北・関東地方およびその周辺地域の緊急観測を13日から17日にかけて計7回実施した。
文部科学省が所管する防災科学技術研究所は「令和元（2019）年 梅雨期・台風期 クライシスレスポンスサイト」・「令和元（2019）年台風19号に関するクライシスレスポンスサイト」を随時更新し、情報提供を実施。また各県の県庁にリエゾンを派遣した。
金融庁
10月8日、金融庁災害情報連絡室を設置。13日、金融庁災害対策室に改組した。
10月13日、災害救助法の適用を決定したことを受け、適用地域の所轄財務局において、日本銀行との連名で12都県内の金融機関などに対して、「令和元年台風第19号に伴う災害に対する金融上の措置について」を発出した。
10月15日、先だって設置していた台風15号金融庁フリーダイヤルを更新する形で、台風19号金融庁フリーダイヤルを設置。
消費者庁
大規模災害に関連した消費者トラブル・消費者事故への注意喚起などを実施。
法務省
10月11日9時20分、災害情報連絡室を設置。10月13日15時50分、法務省災害対策本部を設置した。避難所として、駿府学園、東日本成人矯正医療センター、東京拘置所、府中刑務所を開放した。
財務省
商工中金、日本政策金融公庫などの政府系金融機関に対し、被災者への貸付に関する配慮要請を発出。罹災証明書業務支援等人的支援を実施。
経済産業省
松本経済産業副大臣から東京電力に対して、福島第一原子力発電所における台風19号の接近にともなう防災対策の徹底について要請した。
環境省
災害ごみに関する通知、リエゾン派遣などを実施。 

## 海外の反応
- イギリスBBC[221]、 アメリカ合衆国CNN[222]、 アメリカ合衆国ABC[223]、 オーストラリアABC[224] などの日本国外メディアがニュースを配信した。
- 中国は、観艦式に参加する予定だった中国海軍ミサイル駆逐艦「太原」が東京都に寄港する際にお見舞いの意を横断幕で表した[225]。
- 国際連合アントニオ・グテーレス事務総長[226]、 国連人道問題調整事務所[227]、 中華民国（台湾）の蔡英文総統[228]、 インドのナレンドラ・モディ首相[229] などの日本国外の要人・機関、ボクサーのマニー・パッキャオ[230] などの著名人が相次いで声明を公表した。
- 岩手県釜石市で予定されていた、ラグビーワールドカップ2019の ナミビア対  カナダ戦が中止になったため、滞在していたカナダ代表が釜石市内の被災地域でボランティア活動を実施、ナミビア代表は同県宮古市で交流活動を実施した[231][232]。

## 備考
- 台風のアジア名である「ハギビス（Hagibis）」は、この台風限りで使用中止となった[233]。
- 足利市は令和元年東日本台風（台風19号）の記録誌「令和元年東日本台風 足利市の記録」を作成した[234]。
- イベント・アトリビューション研究で、令和元年東日本台風（台風19号）の被害総額の40%（約5200億円）は人為的気候変動により発生したと計算されている[235][236]。